# Pur-sang
Vous lisez un « article de qualité » labellisé en 2010.
Pour les articles homonymes, voir pur-sang (homonymie).
Le Pur-sang (anglais : Thoroughbred, abréviation officielle PS) est une race de chevaux de course. C'est le plus connu des chevaux à sang chaud et l'un des plus répandus, puisqu'il court sur les pistes d'hippodromes lors des courses de galop.
Le Pur-sang résulte d'un élevage sélectif commencé aux XVIIe et XVIIIe siècles en Angleterre, lorsque des juments locales sont croisées avec des étalons importés depuis des pays arabes. Le pedigree de chaque Pur-sang peut être tracé jusqu'aux étalons fondateurs et à ces juments anglaises, justifiant le nom donné à cette race de chevaux. Les Pur-sang se sont exportés dans de nombreux pays qui ont développé une industrie des courses hippiques, principalement en Amérique du Nord dès 1730, puis en Australie, en France, en Italie, au Japon et en Amérique du Sud, au cours du XVIIIe siècle. Des millions de Pur-sang sont désormais élevés dans le monde. Chaque année voit l'enregistrement d'environ 118 000 nouvelles naissances.
Cheval réputé fragile et délicat, le Pur-sang se distingue en premier lieu par sa finesse, son agilité et sa vitesse. Il est élevé prioritairement pour devenir un cheval de course en sport hippique, mais peut concourir dans de nombreux sports équestres tels que le saut d'obstacles, le concours complet d'équitation, le polo et le horse-ball. Certains sont montés en chasse à courre, ou deviennent des montures d'instruction dans les centres équestres après une réforme. Ils sont souvent croisés à d'autres races de chevaux pour en modifier le modèle, ou en créer de nouvelles. Le Pur-sang participe ainsi à la formation de l'Anglo-arabe, du Selle français, et de nombreux chevaux de sport.
L'entraînement et la sélection des Pur-sang sont une source d'accidents et de problèmes de santé chez la race. Le taux d'accidents dans les courses hippiques est le plus élevé parmi les sports légaux impliquant des animaux. Les Pur-sang ont fréquemment des saignements de poumons, une fertilité anormalement basse, un cœur et des pieds trop petits par rapport à leur masse. Plusieurs théories expliquent les raisons des accidents et des problèmes de santé. Les recherches tentent d'en réduire le taux et d'améliorer les soins aux animaux blessés ou malades.
Les courses de chevaux Pur-sang sont médiatisées dans un grand nombre de pays, tout particulièrement en Angleterre. Le Pur-sang et le monde des courses inspirent régulièrement écrivains et artistes, donnant des œuvres cultes telles que Le Grand National.

## Étymologie et terminologie
Le Pur-sang, longtemps nommé « anglais » ou « Pur-sang anglais » dans les pays francophones, est une race de chevaux distincte, bien que le terme de pur-sang puisse en théorie s'appliquer à n'importe quel animal de « race pure ». Le mot français « pur-sang », ou ses variantes « Pur-Sang » et « Pur Sang » (nom officiel de la race dans les documents de France Galop et de l'IFCE), sont une traduction de l'anglais Thoroughbred, qui signifie littéralement « élevé dans la pureté » ou « élevé de façon pure ».
Le terme officiel anglophone pour désigner les animaux qui n'ont jamais été croisés avec d'autres races depuis leur origine correspond à la notion de « pure race » ou « race pure », c'est-à-dire purebred,. En anglais, les éleveurs d'autres races animales de « sang pur » utilisent généralement le terme de purebreed (race pure), le nom Thoroughbred n'est jamais utilisé pour d'autres races ou d'autres espèces,. Selon les anglophones, Thoroughbred est un nom propre qui se réfère spécifiquement à ce cheval. En revanche, en langue française, le mot pur-sang (sans majuscule) est polysémique, pouvant désigner, d'après le CNRTL, un « cheval de selle de pure race » ou un « cheval de course inscrit au Stud-book et dont les ascendants appartiennent à une race obtenue en Angleterre ». Les États-Unis et le stud-book australien utilisent aussi le nom anglais Thoroughbred,. Le mot thoroughbred n'apparaît pas dans la première édition du General Stud Book (registre généalogique anglais du Pur-sang) ; la Pr d'anthropologie Rebecca Cassidy souligne que les premiers compilateurs des lignées généalogiques n'avaient peut-être pas pour intention de préserver une « race pure ».
L'usage du terme Thoroughbred s'est probablement généralisé après l'ouverture du General Stud Book (abrégé : GSB), qui constitue l'un des tout premiers registres généalogiques officiellement créés. Les éleveurs anglophones modernes du Pur-sang jugent l'emploi du terme de thoroughbred incorrect pour tout autre animal de « sang pur », en dehors de cette race de chevaux.

## Histoire
Le Pur-sang résulte d'un élevage sélectif basé sur la vitesse : ses éleveurs ont croisé les meilleurs sujets entre eux pour aboutir à ce cheval, le plus rapide au monde. De toutes les races de chevaux, le Pur-sang est probablement celle dont la création a eu la plus grande importance au niveau mondial, suscitant un tournant dans l'histoire de l'élevage.
Ses premiers éleveurs sont des gentlemen anglais et irlandais qui créent des entreprises commerciales, avec le soutien des maisons royales de Stuart, de Hanovre et de Windsor. La race rencontre le succès international à partir du XIXe siècle, dans le cadre de l'expansion de l'empire colonial britannique.
Bien que la croyance populaire voie dans le Pur-sang une race issue de l'Arabe, les études génétiques ne confirment pas une telle filiation,.

### Naissance du Pur-sang en Angleterre
L'origine du Pur-sang serait à rechercher dès le XIe siècle, lorsque les Normands qui suivent Guillaume le Conquérant introduisent leur cavalerie formée de chevaux andalous. Des courses hippiques de plat existent en Angleterre au moins depuis l'an 1174, originellement pour la sélection militaire. Vers 1580, sous le règne d'Élisabeth Ire, les chevaux anglais sont issus de lignées andalouses, Arabe et Barbe. Les premières sélections d'élevage et les premiers entraînements se mettent en place avec la création du handicap sportif lors des courses de vitesse. Pendant le règne de Charles II, la reine Anne de Grande-Bretagne, le roi William III et le roi George I posent les fondements de l'élevage du Pur-sang. Les courses et l'élevage des chevaux de course obtiennent le soutien royal. Avec cet appui, les courses de chevaux deviennent vite populaires auprès de toutes les catégories de la population. À partir du XVIIe siècle, les Anglais élèvent des chevaux sur des critères de taille, mais aussi sur des critères de rapidité. La première occurrence du terme thro-bred pour décrire ces chevaux date de 1713. En 1727 est créé un journal exclusivement consacré aux courses, le Racing Calendar, contenant les résultats des courses passées ainsi que les dates des courses à venir,. Le Jockey Club est fondé en 1750, originellement comme un club de propriétaires de chevaux de course.

#### Étalons fondateurs
Tous les Pur-sang modernes descendent de trois étalons fondateurs importés en Angleterre depuis le Moyen-Orient à la fin du XVIIe et au début du XVIIIe siècle : Byerley Turk (1680), Darley Arabian (1704), et Godolphin Arabian (1729),.

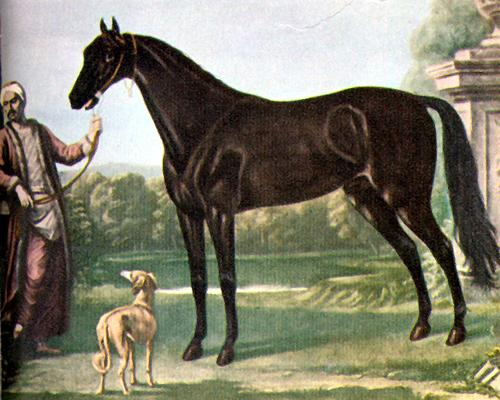
Byerley Turk.
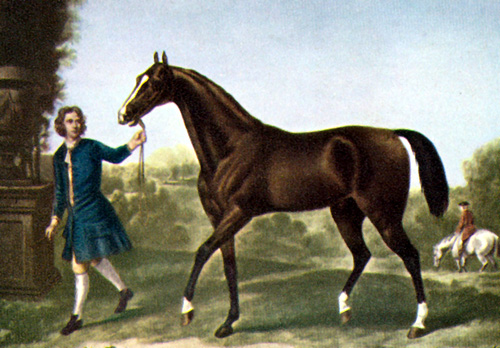
Darley Arabian.
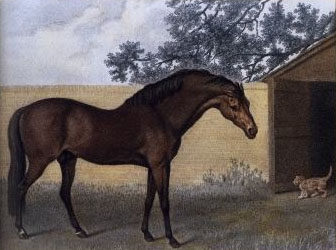
Godolphin Arabian, d'après une peinture de George Stubbs.

L'étalon Darley Arabian, bien que qualifié d'« Arabe », était vraisemblablement un Turkoman (type turc). D'autres étalons issus de races orientales sont mentionnés, mais leur descendance est moins nombreuse, ils sont donc beaucoup moins influents. Ils ont néanmoins contribué à la formation de la race. Ce sont : Alcock's Arabian, D'Arcy's White Turk, Leedes Arabian et Curwen's Bay Barb,. Le croisement de chevaux arabes avec des juments natives d'Angleterre marque la création du General Stud Book (GSB) en 1791 et le début des enregistrements des chevaux issus de ces lignées. Aussi, la création du GSB est considérée comme la date de la constitution du Pur-sang en race.
Chacun de ces trois étalons fondateurs fut l'ancêtre, grand-père ou arrière-grand-père, d'un cheval de course qui eut une immense influence sur chacune des trois lignées considérées comme fondatrices des Pur-sang modernes. Les quatre plus grands étalons du XVIIIe siècle sont Matchem, un descendant de Godolphin Arabian, Herod (ou King Herod), arrière-arrière-petit-fils de Byerley Turk ; Highflyer, un fils d'Herod et Eclipse, célèbre arrière-arrière-petit-fils de Darley Arabian qui fut le plus grand cheval de course de son époque, et resta invaincu durant toute sa carrière,. Les croisements ultérieurs avec des étalons extérieurs sont rarissimes, une exception étant le Wellesley Arabian, un étalon méconnu, importé en Angleterre en août 1803 par Henry Wellesley.

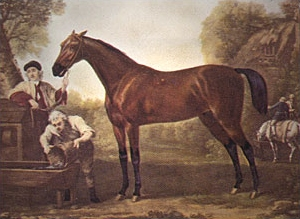
Matchem, petit-fils de Godolphin Arabian, d'après une peinture de George Stubbs.
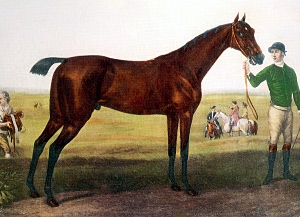
Herod, descendant de Byerley Turk.
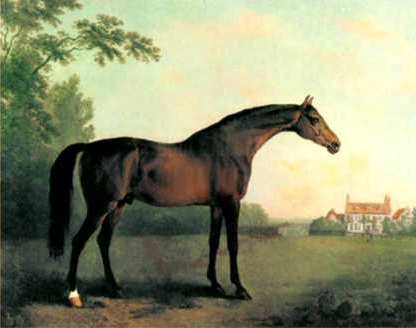
Highflyer, l'un des 4 étalons du XVIIIe siècle à l'origine de la race telle qu'on la connaît aujourd'hui.
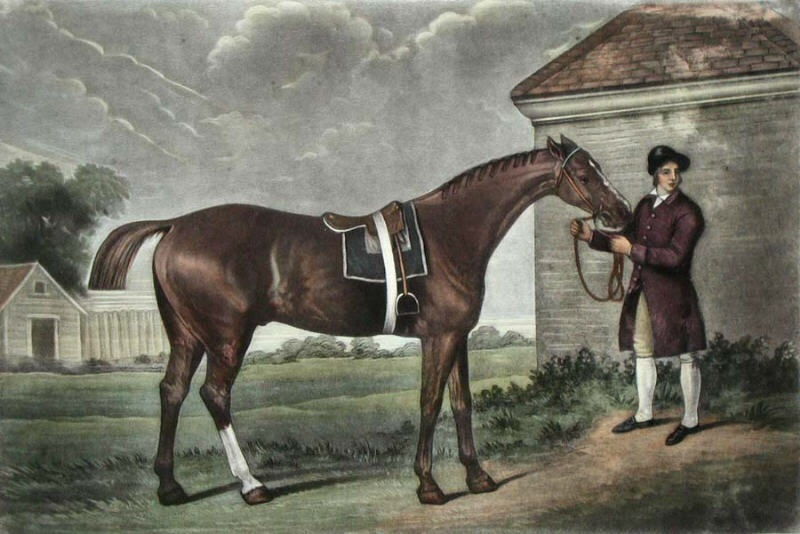
Eclipse, étalon invaincu durant toute sa carrière en courses.

95 % des Pur-sang mâles sont des descendants patrilinéaires (via leur chromosome Y) de Darley Arabian. Toutefois, le pedigree des Pur-sang modernes montre que la plupart des chevaux ont eu plus de croisements avec la lignée de Godolphin Arabian (13,8 %) qu'avec celle de Darley Arabian (6,5 %) si l'on prend en compte toutes les lignées de descendance maternelle et paternelle. Curieusement, en pourcentage d'influence dans les lignées du Pur-sang moderne, Curwen's Bay Barb (4,2 %) apparaît plus souvent que Byerley Turk (3,3 %). La majorité des Pur-sang qui existent aujourd'hui descend directement de 27 ou 28 étalons des XVIIIe et XIXe siècles.

#### Juments fondatrices
Les juments sélectionnées comme poulinières de la race du Pur-sang sont désignées par le nom de Royal Mares (« juments royales »). Une analyse de l'ADN mitochondrial a été menée en 2011 pour déterminer leur origine. Elle n'a apporté aucune preuve de l'existence d'origines maternelles arabes exclusives ni d'une importation importante de juments orientales, démontrant au contraire un « héritage européen cosmopolite, avec une contribution beaucoup plus importante des juments autochtones britanniques et irlandaises que ce qui avait été reconnu auparavant ». Certaines de ces juments sont vraisemblablement issues d'une race irlandaise connue dans le Nord du pays depuis le XIIIe siècle, l'Irish Hobby.
Le chercheur Bruce Lowe a identifié au XIXe siècle certaines « familles » de juments dans la race du Pur-sang ; le nombre de juments fondatrices a été fixé à 74. Toutefois, des études récentes à partir de l'ADN de juments Pur-sang indiquent que certaines de ces 74 juments semblent avoir elles-mêmes un ancêtre commun, ou bien que le registre anglais du Pur-sang comporte des erreurs.

### Développement de la race

#### Développement en Angleterre
Toutes les grandes courses classiques anglaises voient le jour à la fin du XVIIIe siècle : le St. Leger Stakes en 1776, les Oaks d'Epsom en 1779 et le Derby d'Epsom en 1780. Plus tard, les 2 000 guinées Stakes et le 1 000 guinées Stakes furent créés en 1809 et 1814. Le 1 000 guinées et les Oaks sont réservés aux pouliches, mais toutes les autres courses sont réservées aux poulains des deux sexes âgés de 3 ans. Les distances imposées pour ces courses, de 1 600 m à 2 820 m, ont modifié les pratiques d'élevage, les éleveurs produisant des poulains capables de commencer les courses beaucoup plus jeunes, et de courir beaucoup plus vite que par le passé. Au début du XVIIIe siècle, les distances de course moyennes, 6,4 km, sont favorables aux chevaux plus âgés.
L'élevage sélectif sur la vitesse et l'habileté aux courses commença à avoir une influence considérable sur le modèle des chevaux, ceux-ci gagnant en taille et en vitesse par rapport à leurs ancêtres. Au milieu du XIXe siècle, Bay Middleton, un vainqueur du Derby d'Epsom, mesurait plus de 1,62 m au garrot soit 10 cm de plus que Darley Arabian. À cette époque, les éleveurs estiment que l'amélioration de la race du fait de l'élevage sélectif était telle qu'il serait impossible d'obtenir de meilleurs résultats en effectuant des croisements avec l'Arabe. En 1885, une course est organisée entre un Pur-sang considéré comme un coureur moyen, Iambic, et le meilleur coursier arabe de l'époque, Asil. La course se déroule sur 4 800 mètres et bien que Iambic soit handicapé de 29 kg de plus qu'Asil, il parvient à le battre de 20 longueurs. À cette époque également, l'élevage ne s'orienta plus uniquement sur les courses de plat, les premières courses d'obstacles de type steeple chase voyant le jour. Jusqu'à la fin du XIXe siècle, les Pur-sang ne sont pas élevés uniquement pour les courses, mais également comme chevaux de selle. L'implantation de l'élevage du Pur-sang au Royaume-Uni s'effectue au détriment des races natives.
Au début du XXe siècle, les Anglais craignent que leurs chevaux ne soient surclassés par des Pur-sang élevés aux États-Unis, venus concourir dans les courses classiques anglaises à la suite de la fermeture de la plupart des pistes de course américaines au début des années 1910. La loi de Jersey est votée en 1913, interdisant l'enregistrement d'un cheval dans le General Stud Book anglais (GSB) si ses éleveurs ne peuvent pas prouver que tous ses ancêtres figurent eux-mêmes dans le GSB. Cette mesure exclut la plupart des chevaux de lignées américaines, car pendant les 100 ans qui séparent la création du GSB et de l′American Stud Book, la plupart des chevaux américains ont été croisés une ou deux fois avec des Pur-sang non enregistrés dans le GSB. La loi est abrogée en 1949, après quoi un cheval élevé hors d'Angleterre doit seulement avoir ses ancêtres sur neuf générations enregistrés dans un stud-book reconnu. La loi Jersey a entravé le développement du Pur-sang d'Angleterre, en interdisant aux éleveurs d'avoir recours aux nouvelles lignées développées en dehors des îles Britanniques.

#### Développement aux États-Unis

Séquence d'animation montrant un cheval de course au galop. Photos prises par Eadweard Muybridge (mort en 1904), publiés en 1887 à Philadelphie sous le titre dAnimal Locomotion.

Après l'Angleterre, les États-Unis sont le premier pays à se lancer dans l'élevage de chevaux de course. Bulle Rock, importé en 1730 par Samuel Gist à Hanover, en Virginie, est le tout premier Pur-sang arrivé dans les colonies américaines,.
Le Maryland et la Virginie deviennent les deux premières régions d'élevage de la race, rejointes par la Caroline du Sud et l'État de New York. Les importations de chevaux depuis l'Angleterre sont pratiquement stoppées durant la révolution américaine, puis reprennent après la signature du traité de paix. Deux étalons très influents sont importés au temps de la Révolution : Messenger en 1788, et Diomed, un peu avant cette date. Messenger a un impact important sur le Pur-sang américain ; il est également le fondateur de la race Standardbred. Diomed, vainqueur du Derby d'Epsom en 1780, a principalement influencé la race à travers la naissance de son fils Sir Archy. L'historien des courses John F. Wall estime que Sir Archy fut le premier étalon exceptionnel natif des États-Unis. Il termine sa carrière en course faute de concurrents, plus personne n'osant l'affronter.
Après la révolution américaine, les centres d'élevage de Pur-sang se déplacèrent vers l'ouest, notamment vers le Kentucky et le Tennessee qui devinrent d'importantes régions d'élevage. Andrew Jackson, septième président des États-Unis, était aussi éleveur de Pur-sang dans le Tennessee. Les premières courses classiques furent créées au début du XIXe siècle et contribuèrent grandement à la popularité du sport. L'une d'elles fut organisée en 1823 à Long Island, entre Sir Henry et American Eclipse, une autre fut un match entre Boston et Fashion en 1838, chacune avec une dotation de 20 000 dollars. Le dernier grand match avant la guerre de Sécession eut lieu entre les chevaux Lexington et Lecompte, en 1854 à La Nouvelle-Orléans en Louisiane, et s'acheva sur une victoire de Lecompte. Le propriétaire de Lexington demanda un second match en 1855 à La Nouvelle-Orléans et acquit la victoire. Ces deux chevaux étaient des fils de Boston, descendant de Sir Archy. Lexington eut une grande carrière d'étalon, et donna naissance à un grand nombre de gagnants.
Après la guerre de Sécession, la distance classique des courses américaines, 4 miles, soit 6 kilomètres, fut changée pour s'approcher des 1,5 mile, soit 2,4 km. Cela modifia considérablement les pratiques d'élevage aussi bien que l'âge des concurrents, et les sprinters devinrent très recherchés. C'est aussi après la guerre civile que les premiers Pur-sang nés aux États-Unis coururent sur des pistes d'Angleterre. Iroquois fut le premier Pur-sang natif des États-Unis à s'imposer au Derby d'Epsom en 1881. Le succès des Pur-sang américains sur les pistes anglaises poussa les Anglais à ratifier le Jersey act en 1913, limitant l'importation des Pur-sang nés aux États-Unis sur le sol anglais. Après la Seconde Guerre mondiale, les éleveurs américains continuent de rechercher la vitesse pure et des poulains de plus en plus précoces. Le Kentucky reste un important centre d'élevage mais la Californie, New York et la Floride se révèlent également d'importantes régions.

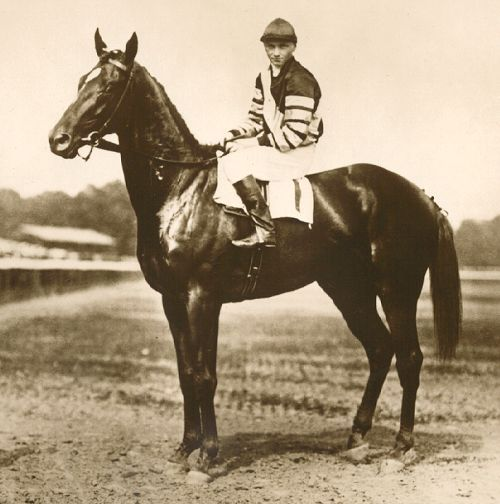
Man o'War, ici en 1920.
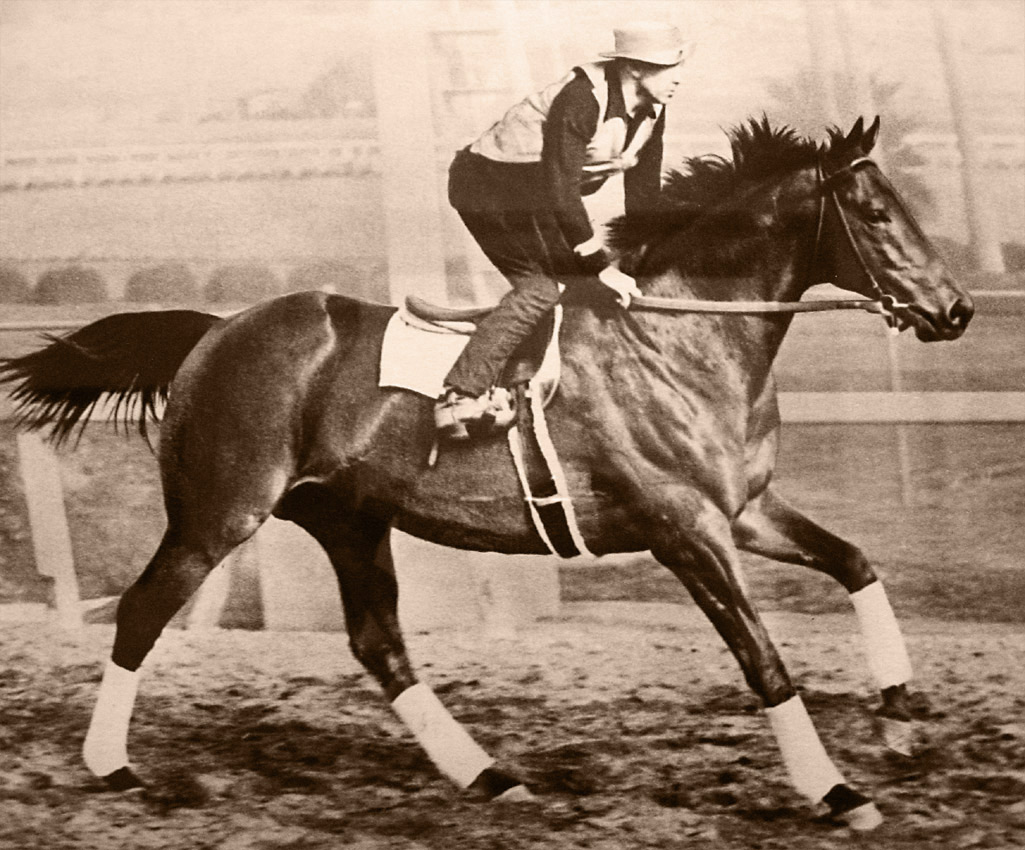
Seabiscuit en compétition durant les années 1930.
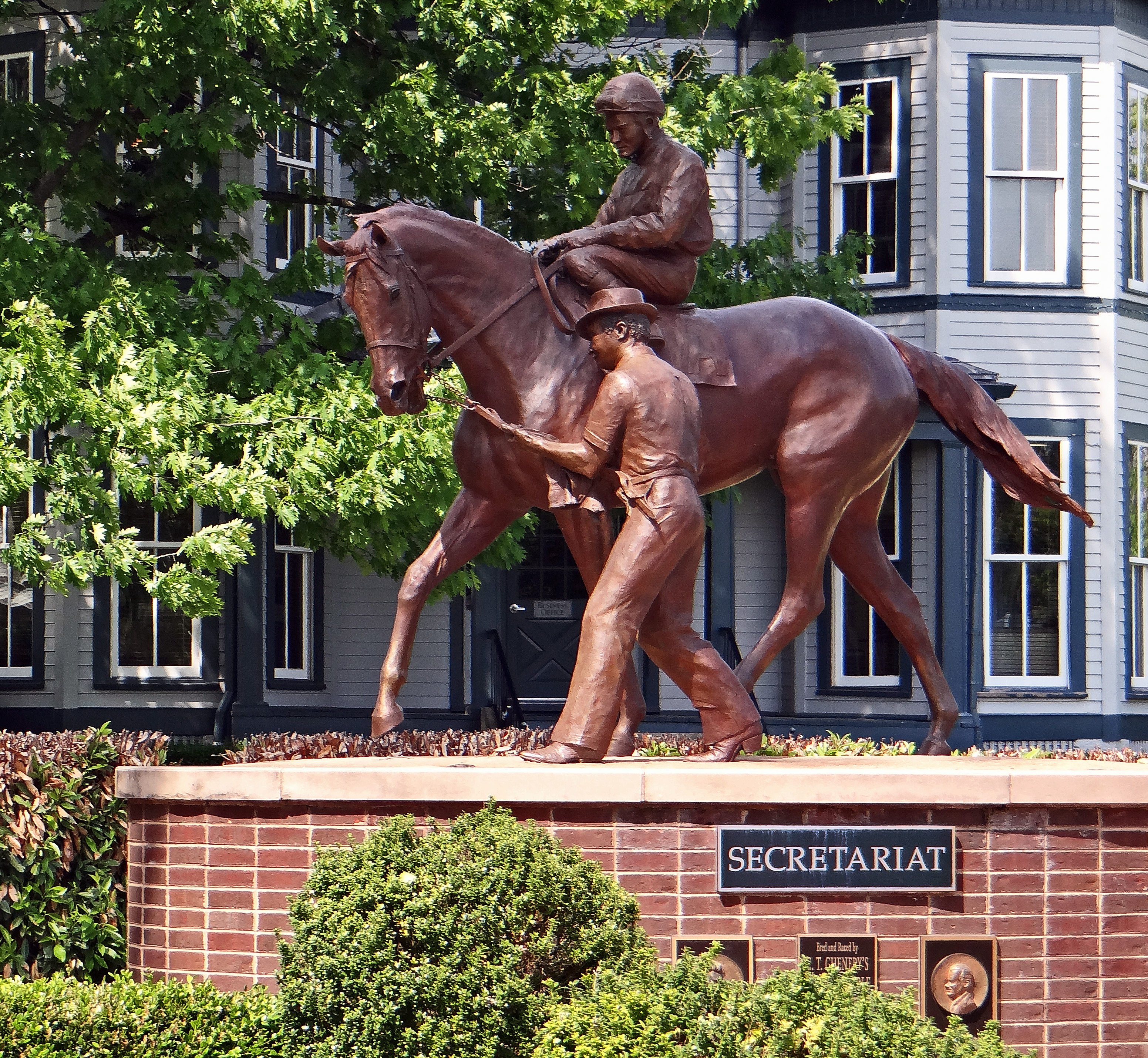
Statue de Secretariat, vainqueur de la Triple couronne en 1973
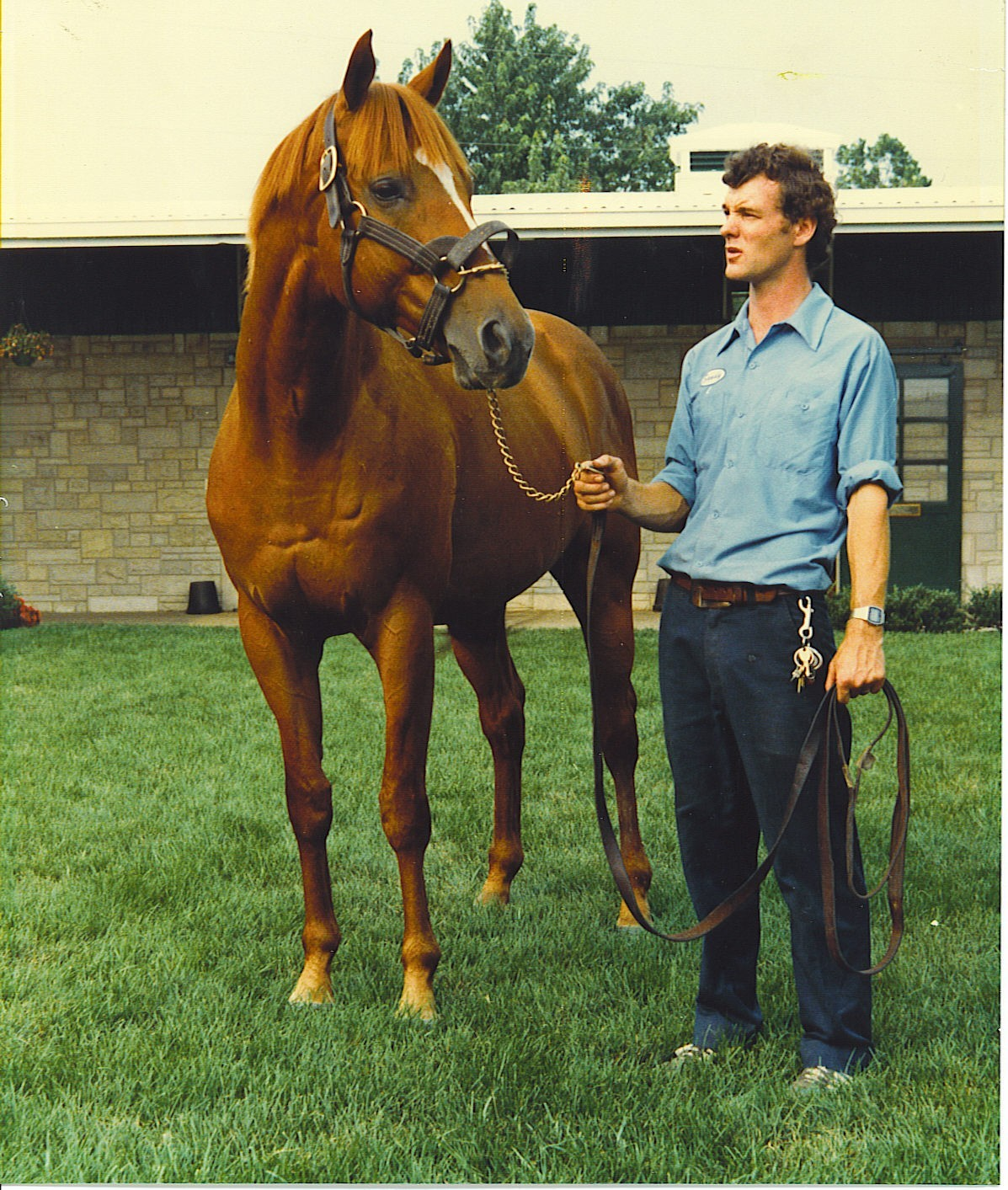
Affirmed, en 1981
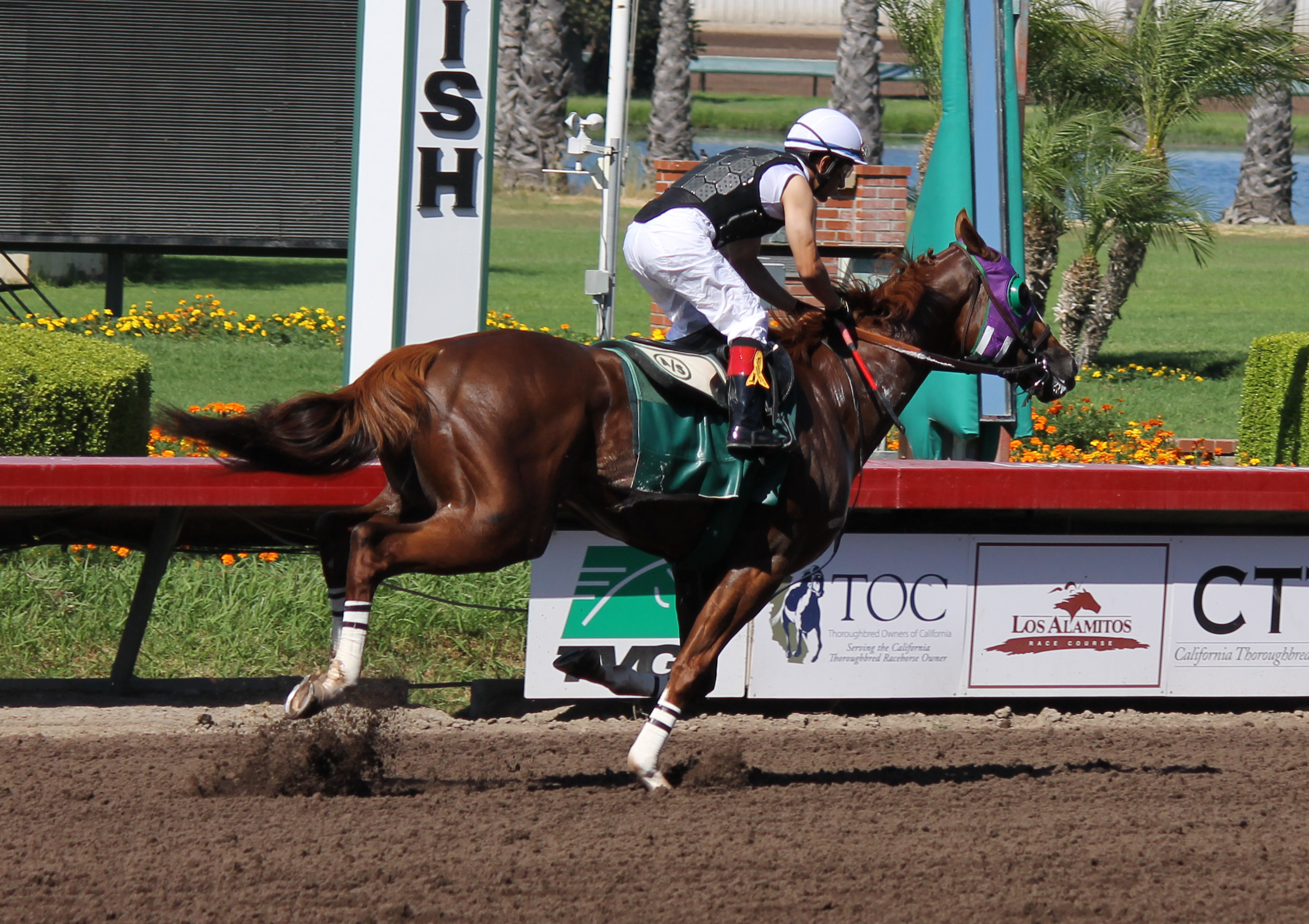
California Chrome en 2014

Les Pur-sang américains ont historiquement été utilisés, non seulement pour les courses, mais aussi pour améliorer le cheptel équin du pays. Entre les deux guerres, l'armée des États-Unis utilise des étalons Pur-sang pour sa remonte, afin d'améliorer la qualité des chevaux de cavalerie,.

#### Développement en France

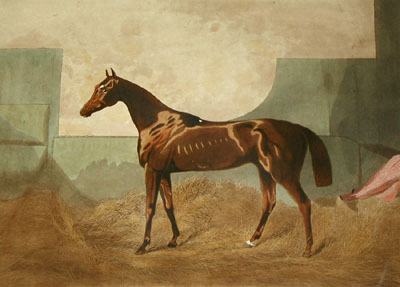
Portrait du cheval français Gladiateur, vainqueur de la triple couronne britannique en 1865.

C'est vers la fin du XVIIIe siècle que des aristocrates français amoureux du monde des courses anglaises importent le tout premier Pur-sang. Le comte de Lauraguais, futur duc de Brancas, devient le premier à créer une action en faveur de l'introduction des courses et du Pur-sang, car il a été témoin du rôle joué par l'organisation des paris dans la progression des courses anglaises. Il met donc les cavaliers français au défi de battre à la course n'importe quel cheval venu d'Angleterre, le 28 février 1765. Cette date est connue comme celle de l'organisation de la toute première course de chevaux en France. Le prince de Lambesc, grand écuyer de Louis XVI, envoie une mission en Angleterre de 1777 à 1790 pour y choisir des reproducteurs. Il faut cependant attendre la Restauration, en 1817 et 1818, pour que le Pur-sang gagne le pays de manière moins confidentielle. Quelques étalons anglais sont alors importés, mais les courses hippiques restent beaucoup moins populaires en France qu'elles ne le sont en Angleterre. Il fallut quinze ans pour que le premier Jockey Club français soit créé, en 1833. L'année 1834 voit la création de la Société d'encouragement pour l'amélioration des races de chevaux en France, plus connue sous le nom de Jockey Club de Paris. Le studbook français du Pur-sang est ouvert par le gouvernement à Paris la même année.
L'élevage s'organisa rapidement, le Pur-sang était en effet beaucoup plus adapté à la vitesse que les races autochtones, alors sélectionnées sur les besoins militaires et non le sport. L'élevage français s'implanta principalement en Normandie, surtout dans l'Orne et le Calvados, probablement pour faciliter les échanges avec les éleveurs anglais. Il s'agit d'un élevage d'excellente qualité, si bien qu'en 1865, le Pur-sang Gladiateur, né et élevé en France, remporta la triple couronne britannique. En 1876, il n'est plus rare de voir des Pur-sang nés en France s'imposer sur les champs de course en Angleterre, c'est d'ailleurs un éleveur français qui accumule les plus gros gains sur les pistes d'hippodrome anglaises cette année-là.
La Première Guerre mondiale fait des ravages dans l'élevage car en raison de son coût, les courses cessent d'être organisées. En comparaison avec les autres pays impliqués dans ce conflit, la Seconde Guerre mondiale ne cause cependant pas autant de pertes que la première pour l'élevage. L'élevage français entre en régression à partir de 1974, notamment à cause de la vente d'excellents reproducteurs aux États-Unis.

#### Développement en Australie et en Nouvelle-Zélande

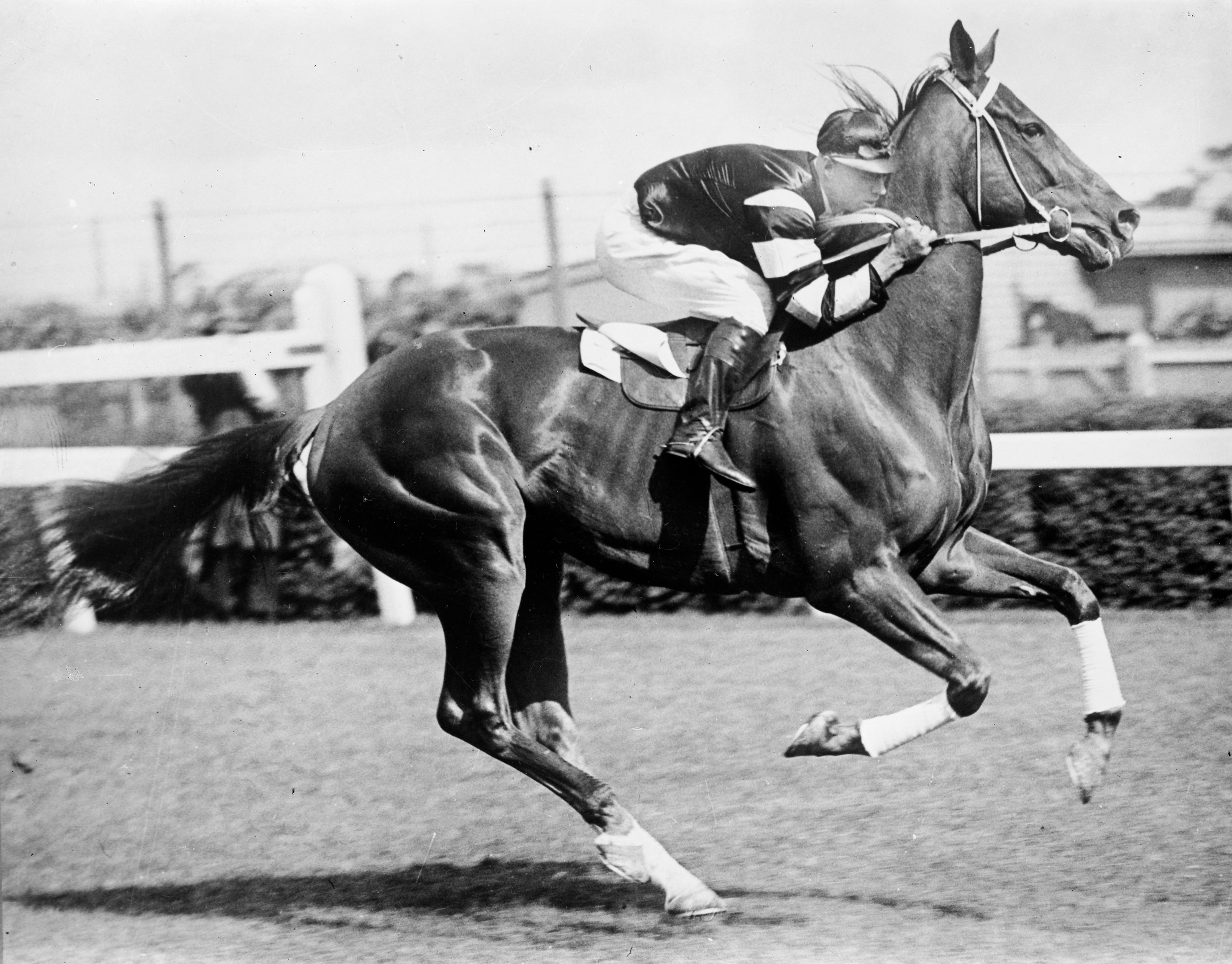
Phar Lap et son jockey Jim Pike à l'hippodrome de Flemington, vers 1930.

Les chevaux arrivent en Australie avec la First Fleet en 1788, accompagnant les premiers colons. Le tout premier étalon Pur-sang est Northumberland, importé d'Angleterre en 1802 pour servir de cheval d'attelage. En 1810, la première course hippique est organisée à Sydney. Vers 1825, les premières juments de lignées Pur-sang rejoignent les étalons qui stationnent déjà sur le sol australien. En 1825, le Sydney Turf Club, premier vrai club de courses en Australie, est formé. Durant les années 1830, les colonies australiennes importent des Pur-sang dans le but d'organiser des courses et d'améliorer les chevaux locaux. Chaque colonie forme son propre club de courses et organise ses propres courses. Progressivement, tous les clubs sont fondus en un seul, plus connu sous le nom d′Australian Racing Board. Les Pur-sang d'Australie sont importés en Nouvelle-Zélande vers 1840 et 1850. Les premières importations néo-zélandaises depuis l'Angleterre remontent à 1862.

#### Développement en Irlande
Les courses de chevaux en Irlande apparaissent dès le XVIIe siècle, où l'on voit pointer les prémices de l'amélioration systématique des chevaux irlandais par la mise en place de critères qui fixeront les standards de la race. Il faut attendre le XVIIIe siècle pour voir des courses de chevaux Pur-sang telles que nous les connaissons actuellement.
Les écuries de Ballydoyle/Coolmore, dans le comté de Tipperary, sous la direction de Vincent O'Brien, sont reconnues mondialement, et ce pour avoir entraîné d'excellents chevaux de course comme Nijinsky, Sir Ivor, Alleged et The Minstrel.

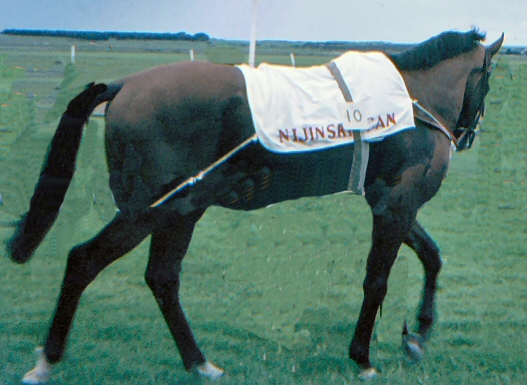
Nijinsky, né au Canada et entraîné en Irlande.
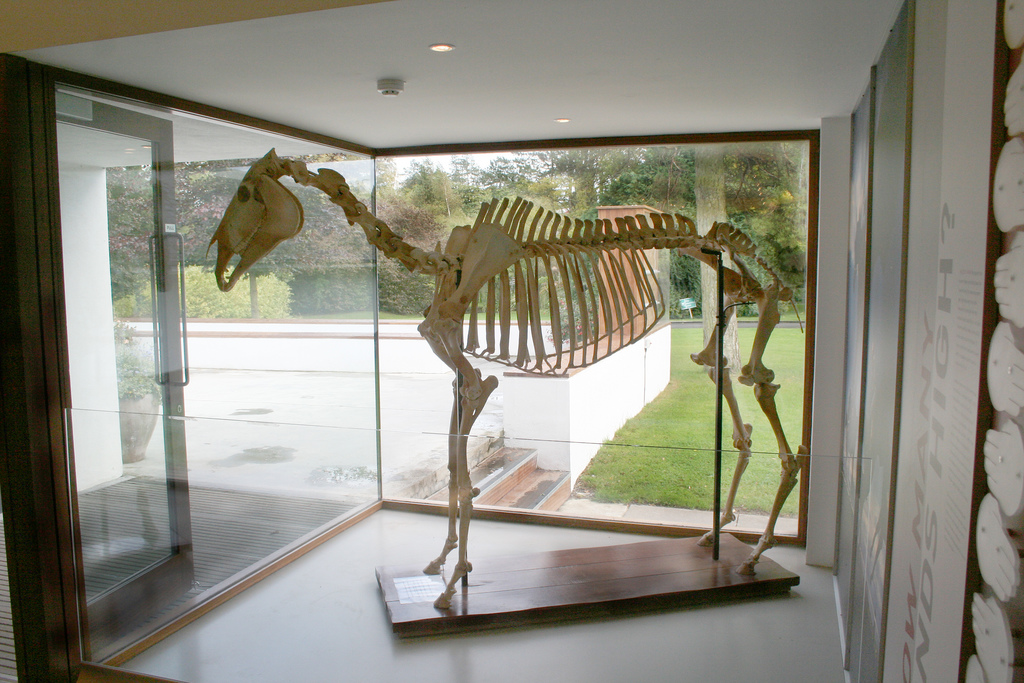
Squelette du champion de steeple-chase Arkle.
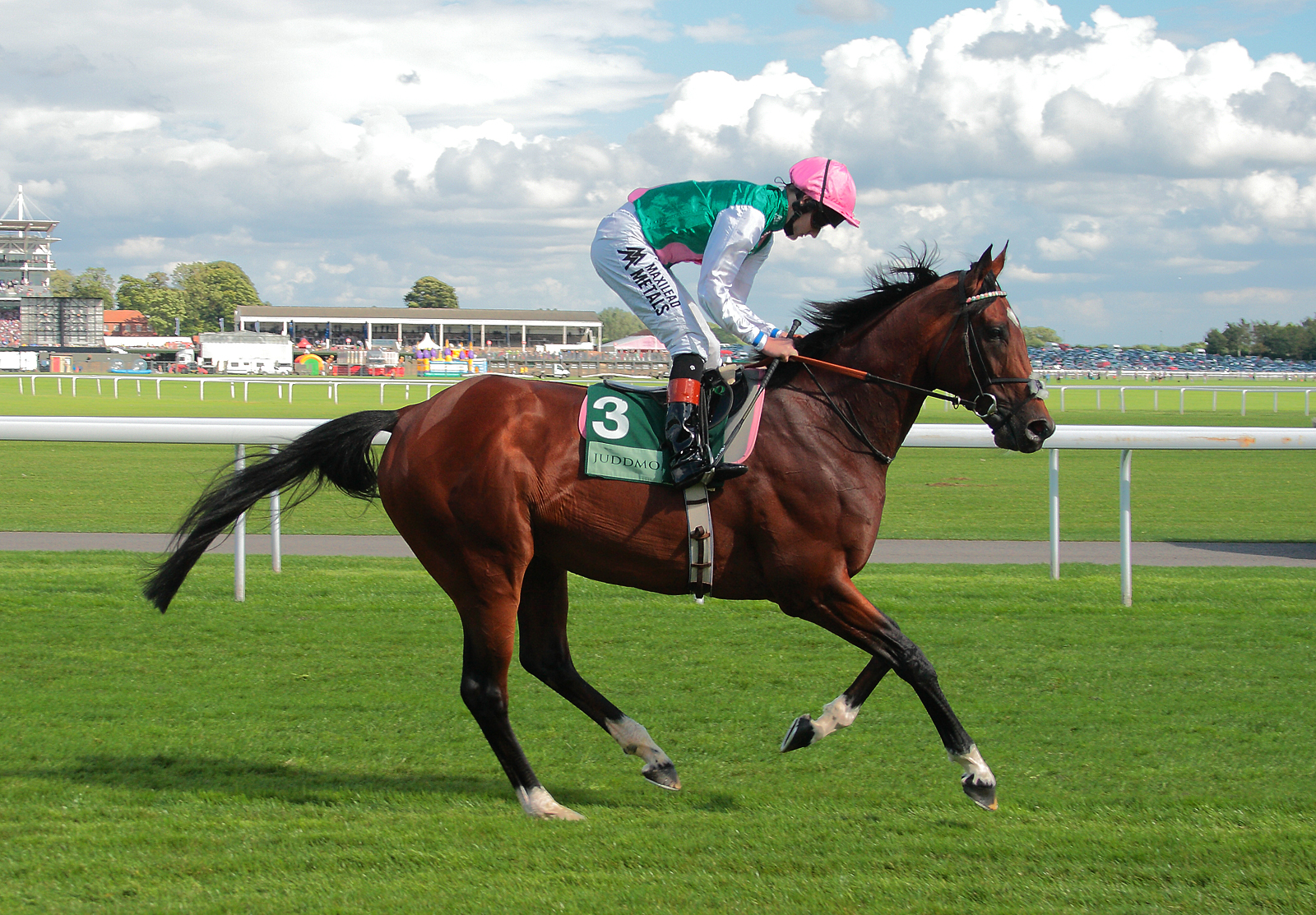
Frankel, en 2013.

#### Développement en Italie

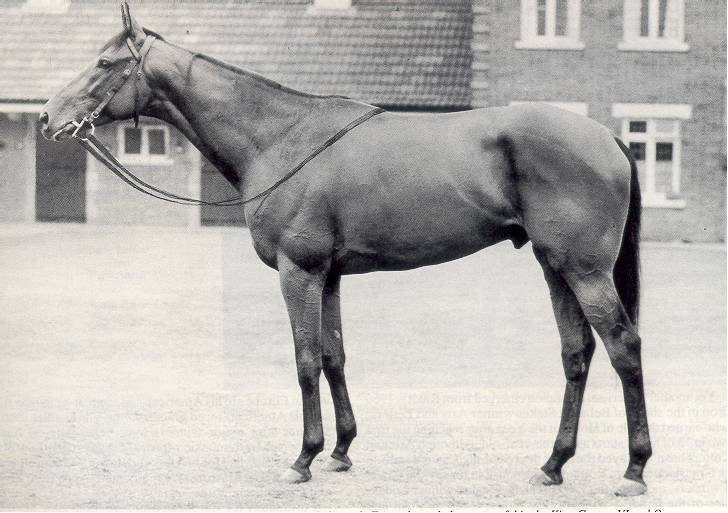
Ribot, élevé et entraîné en Italie, est l'un des Pur-sang les plus célèbres.

Les premières courses hippiques sont organisées en Italie dès 1837, avec un rassemblement de courses à Florence et à Naples, puis à Milan en 1842. Les courses modernes voient le jour à Rome en 1868. Les éleveurs italiens importent tardivement d'excellents étalons, dont les vainqueurs du Derby Stakes Ellington (1856) et Melton (1885), qui arrive en Italie à la fin du XIXe siècle. L'élevage moderne du Pur-sang italien est étroitement associé au programme d'élevage de Federico Tesio, à partir de 1898. Considéré comme l'un des plus grands éleveurs de Pur-sang du XXe siècle, Tesio est le naisseur de Nearco, l'un des étalons Pur-sang les plus influents de la fin de ce siècle, ainsi que de Ribot.

#### Développement au Japon

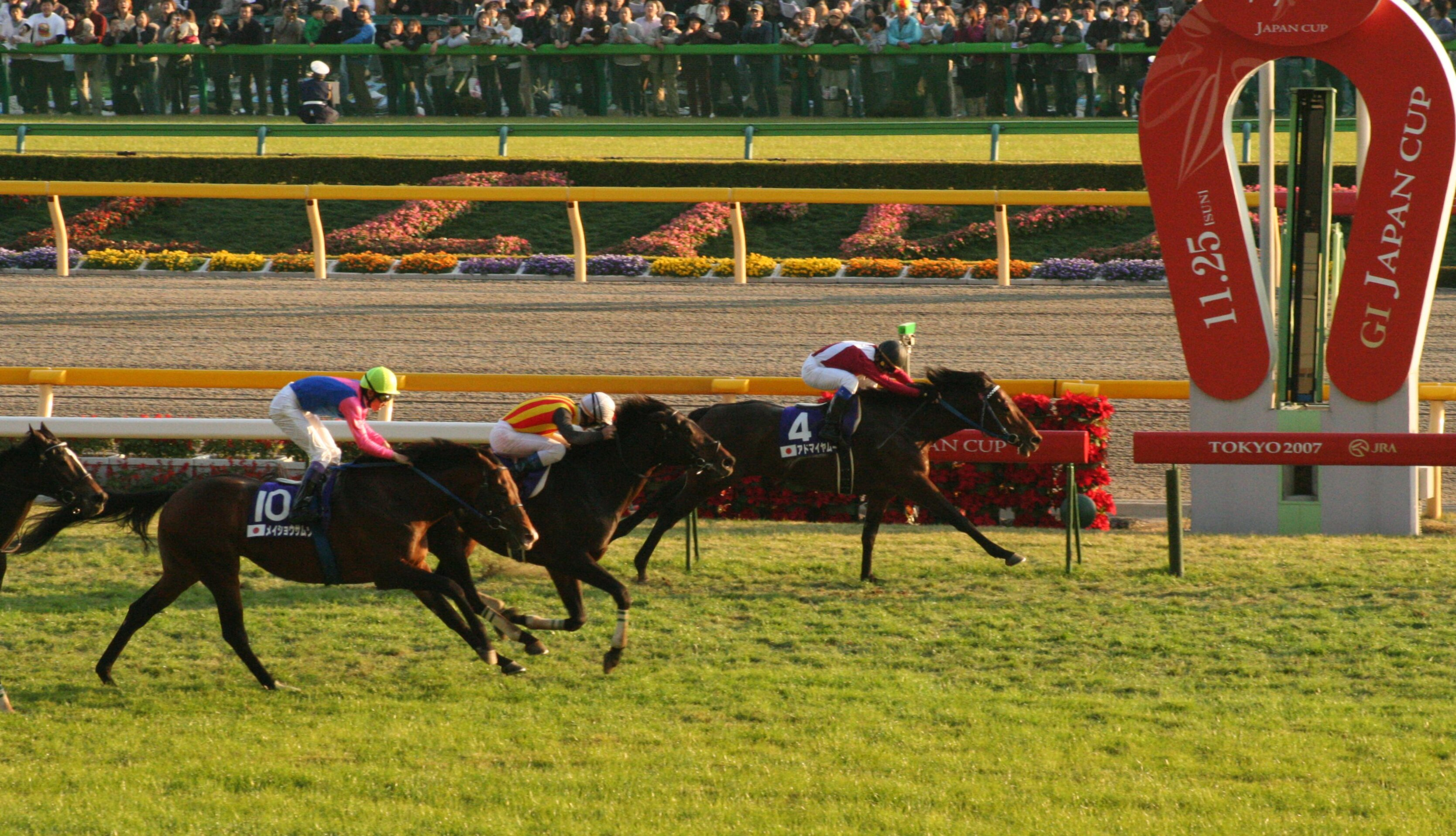
Arrivée de la Japan Cup en 2007.

L'élevage du Pur-sang au Japon est un phénomène récent. Les premières courses hippiques à l'occidentale sont introduites vers 1860 dans la région de Yokohama. Les chevaux japonais n'étaient pas élevés pour la vitesse, certains étaient importés de Shanghai et d'autres régions de Chine. Les premiers Pur-sang sont importés vers 1870 depuis les États-Unis, avec quelques pics d'importations importants vers 1895, et 1907, sous l'impulsion du groupe Mitsubishi qui importe un étalon et vingt juments directement du Royaume-Uni.
Les premiers règlements des courses hippiques voient le jour mais la Seconde Guerre mondiale faillit être fatale à l'élevage. Le pays se relance sérieusement dans la filière au sortir de la guerre. Le nombre de chevaux de courses élevés sur le sol de ce pays n'a pas cessé d'augmenter jusqu'au début des années 1990, où la filière d'élevage rencontre de graves problèmes. Le Japon est peu à peu devenu l'un des principaux pays du business des courses hippiques. Les élevages ont la particularité d'être concentrés dans une seule région, car 94 % des poulains proviennent de l'île d'Hokkaidō et 80 % de la région d'Hidaka. Le Japon organise chaque année l'une des courses internationales les plus prestigieuses, la Japan Cup.

#### Développement dans d'autres pays

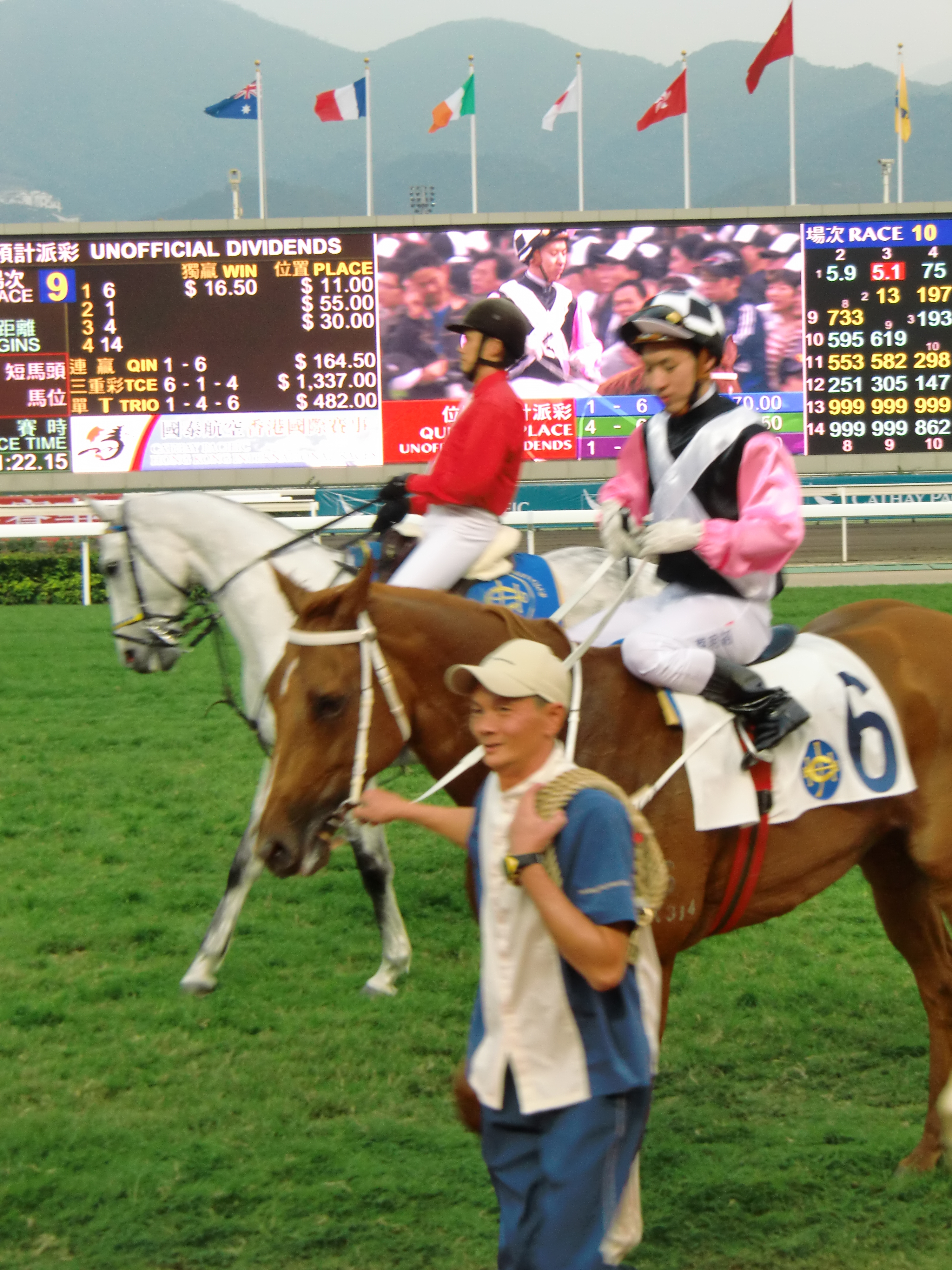
Pur-sang à Hong Kong.

Les Pur-sang se sont exportés dans beaucoup d'autres pays depuis la création de la race. Vers la fin du XVIIe siècle, des chevaux orientaux sont importés en Afrique du Sud dans le but d'améliorer les chevaux locaux grâce à des croisements. Les premières courses de chevaux voient le jour à la fin du XVIIIe et au début du  XIXe siècle, les Pur-sang furent alors importés en très grand nombre. Les premiers étalons Pur-sang arrivent en Argentine dès 1853, mais il faut attendre 1865 pour l'arrivée des premières juments. Le studbook argentin du Pur-sang est ouvert en 1893. La Turquie, l'Allemagne, la Corée du Sud, la Russie, la Pologne et la Hongrie élèvent aussi le Pur-sang ; cependant, aucun de ces pays n'a fait naître de champion ni n'a eu d'influence notable sur l'évolution de la race.

## Description
Le Pur-sang est le plus rapide coureur du monde équin,, archétype du cheval de course.

### Taille et poids
Les Pur-sang sont des chevaux de grande taille, généralement de 1,57 à 1,73 m au garrot, pour une moyenne de 1,65 m,. Historiquement, ils ont gagné en taille au cours de l'histoire : la taille moyenne d'un cheval vers 1700 était de 1,35 m au garrot, alors que vers 1876, elle était de 1,55 m. Cet accroissement est dû à la bonne qualité des soins donnés aux chevaux. Les Pur-sang modernes peuvent atteindre 1,80 m.
Le record de taille et de poids chez cette race appartient à Tritonis, un Pur-sang né au Canada, enregistré comme le plus grand cheval au monde qui ne soit pas un cheval de trait. Mort en septembre 1990 à l'âge de 7 ans, il mesurait 1,98 m au garrot et pesait 950 kg.
La taille du cheval est un critère important pour les acheteurs et les entraîneurs de chevaux de course, bien que l'on trouve de célèbres cracks de toutes tailles, de Man o'War et Secretariat, qui toisaient tous deux 1,64 m,, à Hyperion, qui ne toisait que 1,53 m. Il semble que les meilleurs chevaux de course soient de taille moyenne. Les chevaux de grande taille atteignent généralement leur maturité plus tard que les petits, et ont également les jambes et les pieds plus fragiles, ce qui les prédispose davantage aux boiteries. Les chevaux de petite taille sont désavantagés à cause de leurs foulées plus réduites et de la tendance aux bousculades aux départs des courses, plus particulièrement derrière les starting-gates.
Le poids va de 320 à 450 kg en moyenne selon l'auteur italien Maurizio Bongianni, 450 à 500 kg selon Martin-Rosset.

### Morphologie

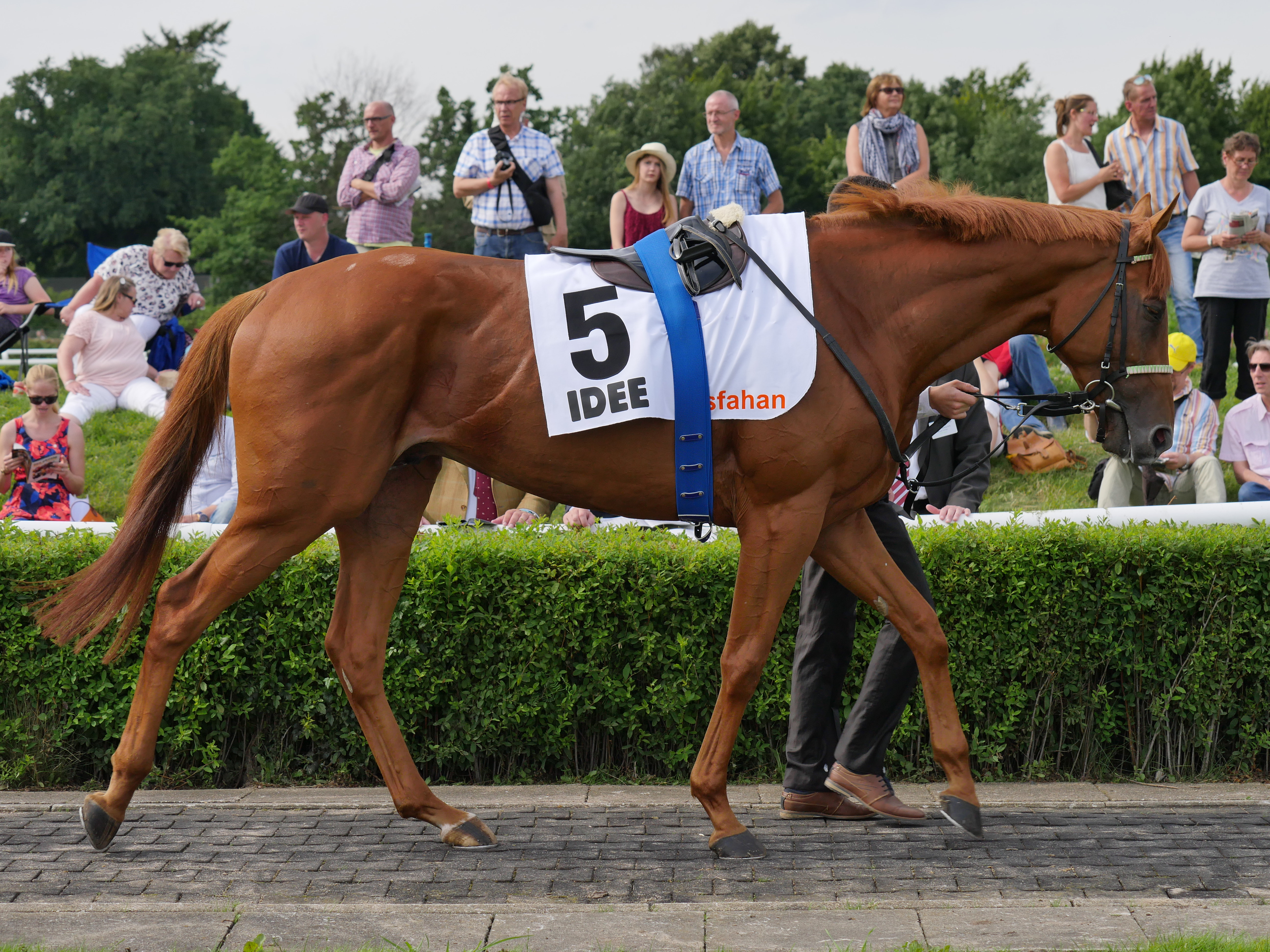
Pur-sang alezan, au modèle.

Le Pur-sang étant sélectionné sur performances, il n'existe pas de standard de race,. Une impression générale de légèreté longiligne, harmonieuse et athlétique, s'en dégage,, mais la morphologie est très variable.
Un Pur-sang est généralement classé par « types », en fonction de la distance des courses pour lesquelles il est sélectionné,. Le sprinter, ou flyer, est élevé pour courir sur de courtes distances, de 800 à 1 200 m. Le miler court sur 1 600 m, le classique sur 2 400 m et le stayer, plus endurant, est élevé pour parcourir de longues distances, sur 3 000 m et plus,. Les sprinters sont habituellement plus musclés et plus grands que les Pur-sang coureurs de fond, qui sont plus secs et fins.

#### Tête

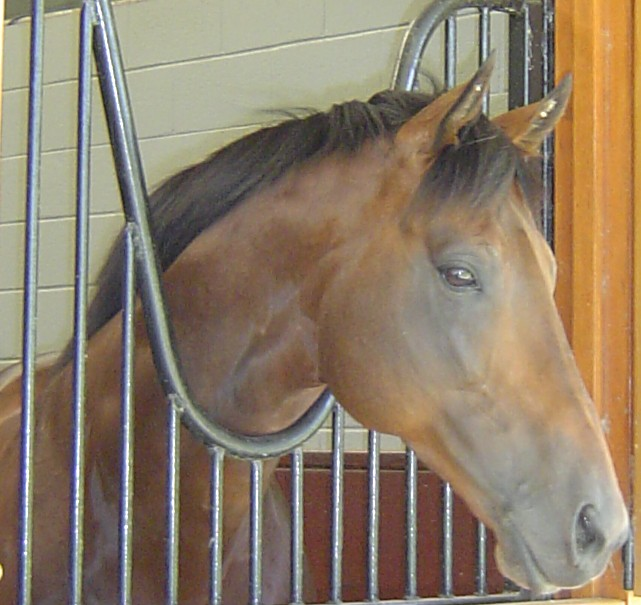
Les Pur-sang ont une tête fine et bien découpée. Sur la photo : le champion Rock of Gibraltar.

La tête est petite et expressive, souvent légère et sèche. Le front est large. Le profil en est rectiligne, mais il peut aussi être légèrement convexe. Les yeux sont grands et vifs,. Les oreilles sont fines, de taille moyenne ou un peu longues, mais proportionnées, et très mobiles. Les naseaux sont larges, et les lèvres minces,.

#### Corps
Ces animaux possèdent une encolure fine et longue,, gracieuse, et de forme droite ou bien légèrement arquée,, bien attachée au corps. Le garrot est long et bien sorti, sec. La poitrine est haute et profonde, de forme ogivale. Le thorax est haut et ample chez un stayer, plus profond chez un sprinter. Les épaules sont longues et inclinées, longues et musclées, mais plus droites chez un sprinter. Le passage de sangle est profond. Le dos est assez court, bien qu'il puisse également être droit et relativement long. Le corps est typiquement allongé, longiligne avec beaucoup d'air sous le ventre (ventre rentré ou levretté,), mais il est plus court chez un stayer. Les reins sont longs, solides et bien attachés à la croupe. La croupe et les reins sont extrêmement forts, pour permettre le galop rapide. La croupe est musclée, longue, de forme oblique chez un sprinter, plus droite chez un stayer. La queue est attachée haut. La musculature est bien marquée. La peau très fine, aux poils fins, doux, ras et luisants, laisse apparaître le réseau veineux superficiel au moindre effort,. Les crins sont peu abondants, et très fins.

#### Membres
Les jambes sont de grande taille, dotées d'articulations larges et sèches. Les avant-bras sont musclés et longs, les bras courts et musclés, et les canons courts et minces. Les tendons sont secs, bien détachés et résistants. L'articulation du jarret est excellente. L'éloignement entre les membres antérieurs et les postérieurs détermine la longueur des foulées au galop. Le paturon est long. Le pied est relativement petit par rapport à la masse du cheval, avec une fourchette bien marquée et une corne relativement dure.

### Caractère et tempérament
D'après la journaliste Nathalie Pilley-Mirande, il est difficile d'établir des généralités en ce qui concerne le caractère du Pur-sang, car l'influence du vécu de chaque cheval est majeure. Les Pur-sang sont sélectionnés pour leur agilité, leur aptitude à la vitesse et leurs performances sportives, et non sur leur caractère ou leur mental. Ils sont généralement considérés comme audacieux et intelligents, mais se révèlent aussi très délicats et sensibles, en particulier s'ils ont vécu des situations de stress sur hippodrome. Les Pur-sang qui n'ont pas ou peu couru sur hippodrome sont considérés comme n'étant pas plus difficiles que d'autres races de chevaux.
Les cavaliers confirmés sont souvent les seuls capables de canaliser leur influx nerveux et leur forte personnalité,. S'il est vif, réactif et énergique, le Pur-sang se révèle aussi parfois ombrageux. C'est également un animal fragile, qui se blesse facilement et demande beaucoup de soins et d'attentions. Peu rustique, il craint les climats froids et l'humidité, et demande une surveillance des apports alimentaires. L'entretien d'un Pur-sang constitue une activité chronophage.

### Robes

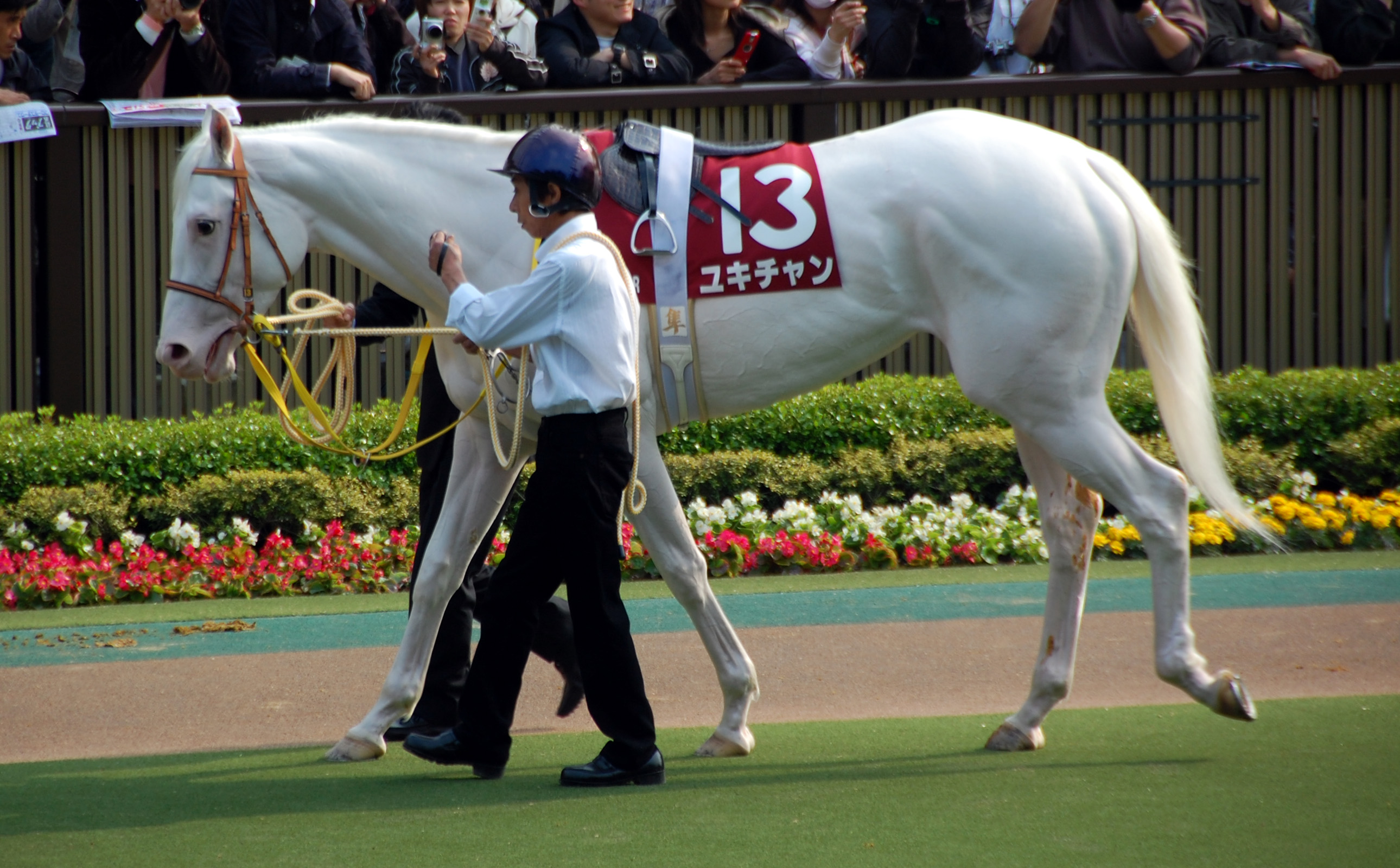
Yukichan, un Pur-sang né au Japon, porte une robe complètement blanche.

La couleur de robe la plus fréquente chez le Pur-sang est le bai dans toutes les nuances ; viennent ensuite, dans l'ordre, l'alezan, le noir et le gris. La majorité des Pur-sang gris descendent d'Alcock's Arabian,. D'autres sources indiquent l'étalon Brownlow Turk ou D'Arcy's White Turk comme responsables de la présence du gène de grisonnement au sein de la race. La robe grise concerne environ 3 % des Pur-sang. Autrefois, les Pur-sang gris étaient écartés des champs de courses car une croyance populaire voulait qu'ils soient moins rapides[réf. nécessaire].
Des couleurs plus rares sont attestées chez les animaux élevés aux États-Unis : le rouan et le palomino. La robe blanche est rarissime, mais quelques lignées de Pur-sang blancs sont attestées dont une en France, celle de Mont Blanc II, une aux États-Unis, celle de White Beauty, et une troisième au Japon, celle de 
Shirayukihime. Une mutation génétique rarissime permet les naissances de ces Pur-sang blancs spontanément, au sein d'une population de chevaux « normalement » colorés.
Les marques blanches (marques en tête, balzanes…) sont assez courantes chez ces chevaux, mais ne touchent généralement que le bas des jambes et la tête,. Quelques cas de Pur-sang portant une robe pie, génétiquement liée à la blanche, sont attestés. Gugusse, un Pur-sang pie descendant de la lignée de Mont Blanc II, a couru à l'hippodrome de Chantilly, et fut à son époque le cheval le plus étrange du circuit, avec sa robe pie sabino. Les Pur-sang pie ne sont pas reconnus par la plupart des stud-books nationaux de la race,,.

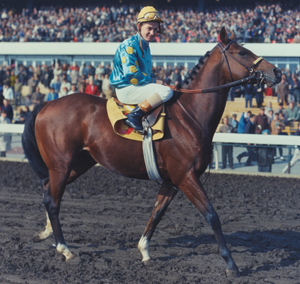
Le bai, comme chez Northern Dancer, est très fréquent.
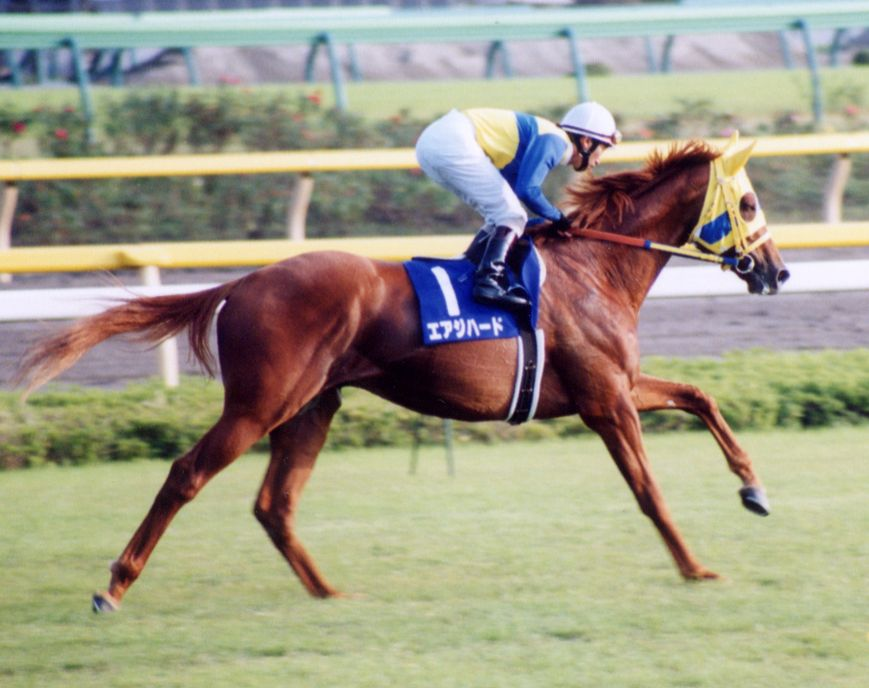
L'alezan, comme chez Air Jihad, est plus rare.
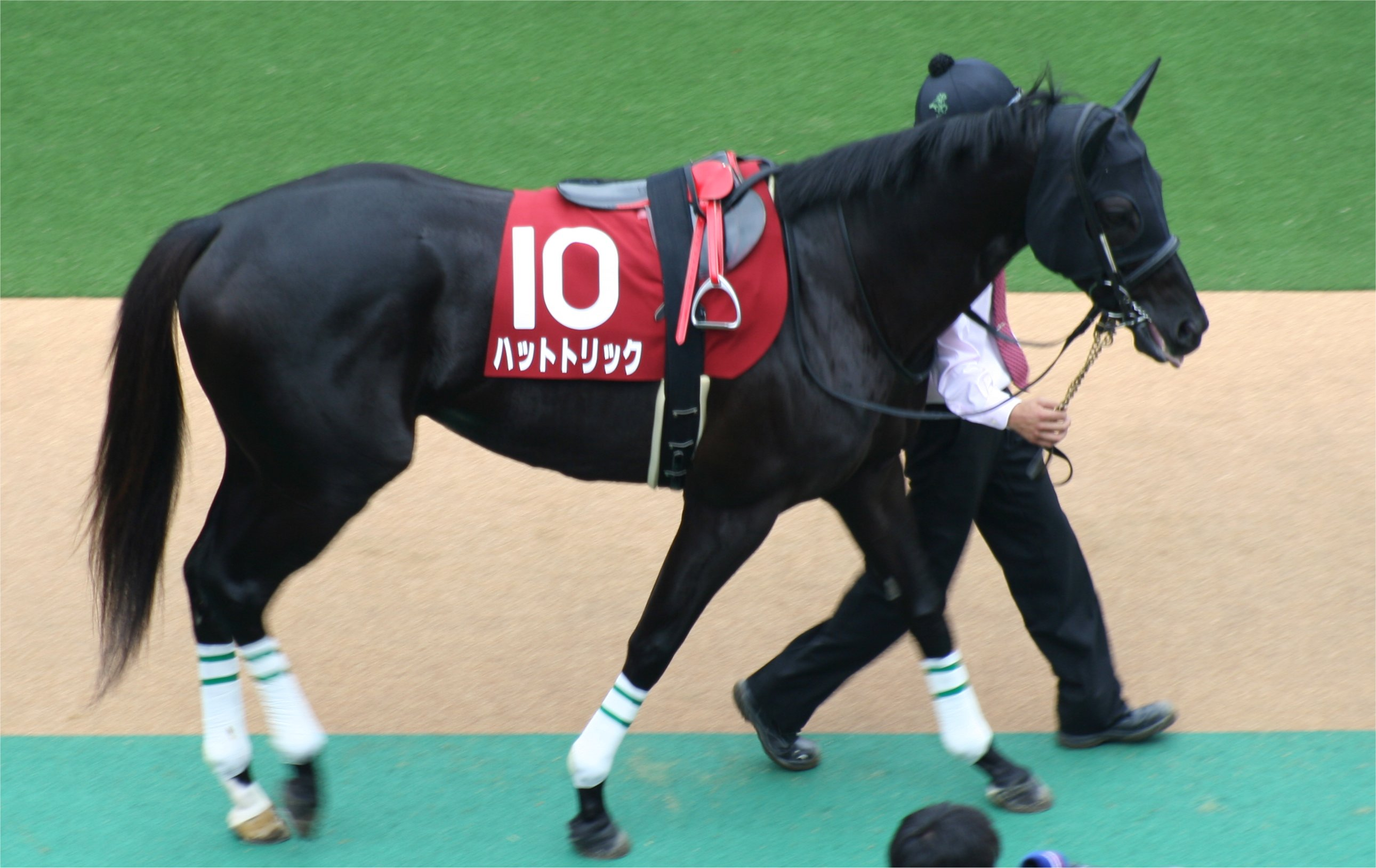
Le noir est encore plus rare.
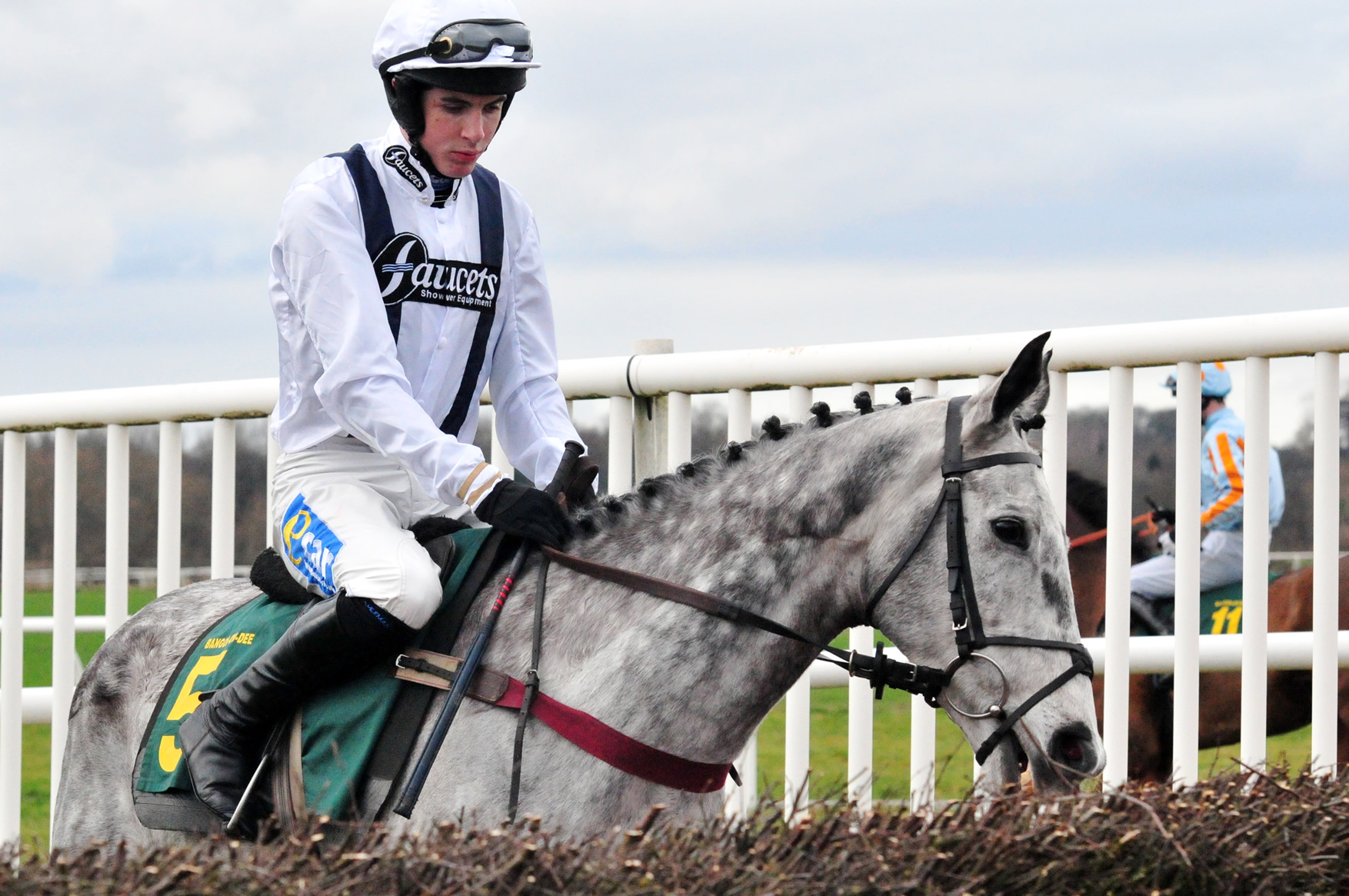
Le gris, comme chez ce cheval de steeple-chase, concerne 3 % de la race.
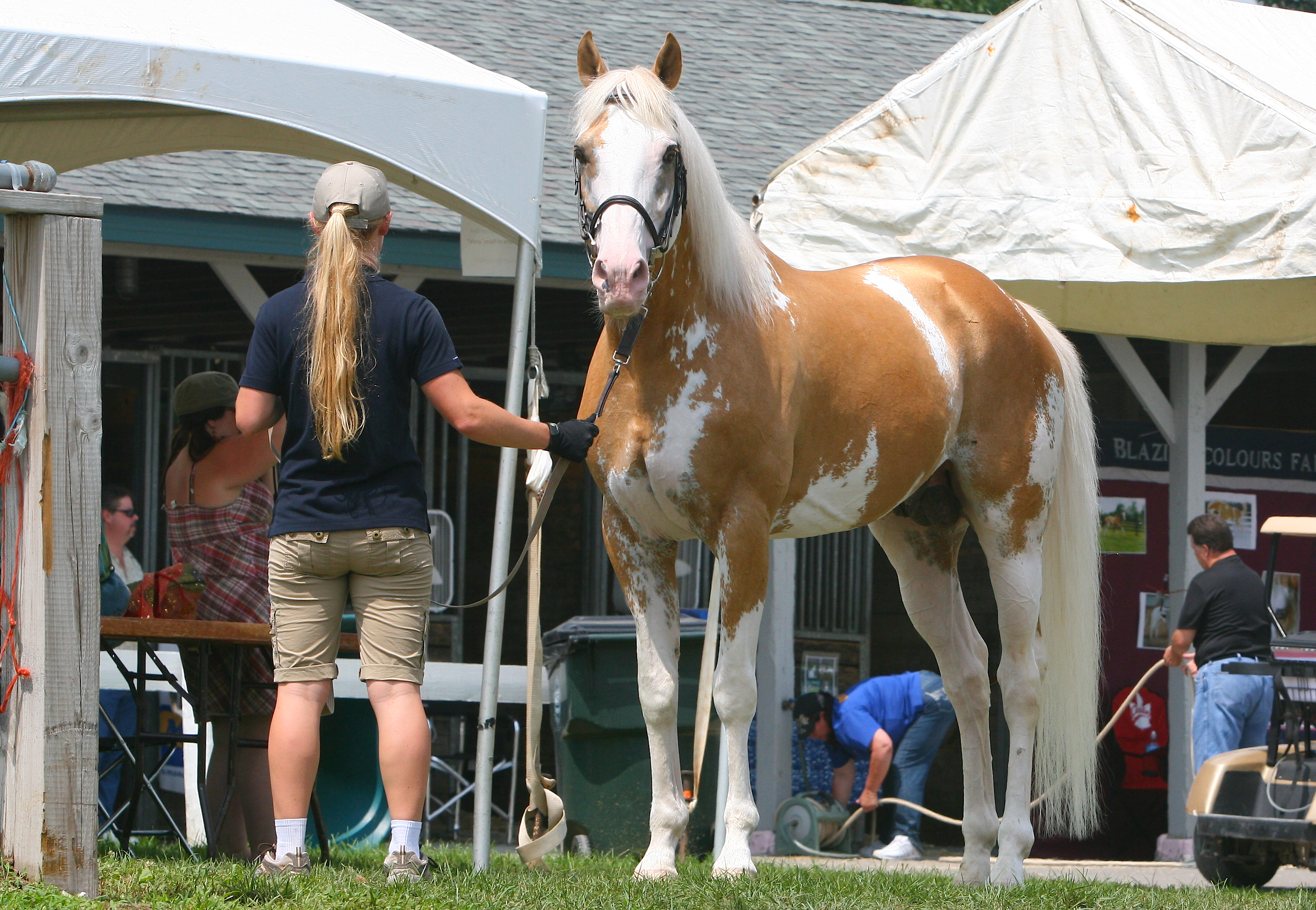
Sato, un rarissime Pur-sang palomino et blanc dominant.

### Génétique
L'une des caractéristiques essentielles chez le Pur-sang est que chaque individu appartenant à la race a pour ancêtre l'un des trois étalons fondateurs importés en Angleterre aux XVIIe et XVIIIe siècles.
Les progrès récents de la génétique tendent à remettre en cause la concentration exclusive sur un gène en particulier et sur les gènes en général, soulignant par exemple le rôle de l'embryologie et en particulier du cytoplasme dans le développement cellulaire, ou encore, de façon plus large, du rôle de l'épigenèse[réf. nécessaire].
L'Arabe et le Pur-sang présentent des marqueurs alléliques différents, permettant de différencier génétiquement ces deux races de chevaux,.
Le Pur-sang a fait l'objet d'une étude visant à déterminer la présence de la mutation du gène DMRT3 à l'origine des allures supplémentaire : cette étude a permis de confirmer l'absence de cette mutation chez le Pur-sang, de même que celle de chevaux ambleurs parmi la race.

#### Vitesse
Malgré un élevage sélectif continu sur plus de 400 ans, les records de vitesse du Pur-sang n'ont plus évolué depuis les années 1960,. Ce constat a fait la une de la revue Nature en 1988, entraînant une controverse scientifique pour comprendre ce paradoxe. Une explication possible serait l'homogamie. Par ailleurs, si la performance des Pur-sang en course apparaît modérément héritable, B. Langlois souligne aussi que le nombre de courses gagnées par un cheval, et son classement, sont indépendants de sa performance de vitesse (un cheval doit arriver le premier pour être désigné vainqueur, mais n'a pas d'objectifs de vitesse), ce qui pourrait expliquer cette absence d'amélioration de la vitesse. Il existe aussi une influence négative de l'âge des parents (chevaux âgés) sur la rapidité de leur progéniture.
Le Pur-sang présente une prédominance d'un allèle spécifique du gène de la myostatine, responsable du développement musculaire, ce qui a été surnommé « gène de la vitesse » (speed gene) par Mim A. Bower et ses collègues. Selon les auteurs de cette étude, la caractérisation spécifique de ces allèles distingue les Pur-sang selon leur aptitude à courir des sprints ou des courses de fond, exigeant davantage d'endurance. L'une des généticiennes, Emmeline Hill (en), est, en collaboration avec le sélectionneur Jim Bolger, la créatrice d'une start-up de biotechnologies (Equinome Speed Gene Test) visant à déterminer le profil génétique préférable selon le type de courses.

#### Consanguinité
L'une des raisons majoritairement invoquées pour expliquer les problèmes de santé rencontrés par les Pur-sang est la consanguinité. La race a subi plusieurs goulets d'étranglement de population, modifiant toute sa généalogie, « les ancêtres lointains
s'avérant être toujours les mêmes ».
Selon les résultats de l'étude de Cunningham et ses collègues (2001), 78 % des allèles de la population actuelle du Pur-sang sont directement attribués à 30 animaux fondateurs, dont 27 mâles. Dix juments fondatrices sont responsables de 72 % des allèles. Un unique étalon, Darley Arabian, est l'ancêtre patrilinéaire (le chromosome Y) commun de 95 % des Pur-sang actuels (cf. supra, Étalons fondateurs). La diversité génétique du Pur-sang est donc très mauvaise, avec un coefficient de consanguinité à 0.15, soit beaucoup plus élevé que chez d'autres races de chevaux comme le Quarter Horse (0.04) ou le cheval mongol (0.02).
La consanguinité du Pur-sang a augmenté entre les années 1980 et les années 2010 ; la majorité de cette augmentation est postérieure à l'année 1996, et coïncide avec l'introduction d'étalons couvrant un plus grand nombre de juments.

### Sélection
Les règles internationales pour l'enregistrement initial des chevaux dans le stud-book du Pur-sang exigent que le cheval soit issu d'ancêtres eux-mêmes Pur-sang sur au moins huit générations, c'est-à-dire qu'un cheval officiellement enregistré comme Pur-sang ne peut pas avoir plus de 1/256 d'origines non Pur-sang. Cette « pureté » est garantie par un contrôle systématique de filiation. Le GSB (General Stud-Book) étant un stud-book fermé depuis 1791, seule la naissance d'un cheval dont les données généalogiques sont complètes et reconnues lui confère son statut de Pur-sang : il n'est pas possible pour un cheval de « devenir » un Pur-sang. Langlois souligne que cet accent mis sur la « pureté » du Pur-sang ne se traduit pas par des avantages en termes génétiques, car il « prive la population d'apports exogènes de qualité et tend à réduire la variabilité génétique disponible en maintenant une certaine consanguinité diffuse qui ne peut être maîtrisée sans des moyens et des données considérables ».
Contrairement à un grand nombre de races de chevaux, un cheval ne peut pas être enregistré comme Pur-sang (sur le registre tenu par le Jockey Club) s'il n'est pas conçu naturellement, c'est-à-dire devant témoin de l'accouplement entre une jument et un étalon. L'insémination artificielle et le transfert d'embryons, si fréquemment utilisés et autorisés chez d'autres races, sont interdits chez le Pur-sang. L'une des raisons invoquées est la possibilité d'erreurs dans l'attribution de la parenté avec l'insémination artificielle, bien que l'ADN et les tests sanguins éliminent la plupart de ces inquiétudes, et que l'insémination artificielle exige la tenue de registres détaillés. La raison principale semble d'ordre économique : un étalon ne peut couvrir qu'un nombre limité de juments. L'interdiction de l'insémination artificielle évite des naissances excédentaires de Pur-sang. La gestion moderne permet autant que possible aux étalons de saillir de plus en plus de juments en une saison. En limitant un étalon à la reproduction avec quelques centaines de juments par année plutôt que quelques milliers comme l'autorise l'insémination artificielle, il maintient les saillies des étalons de lignées les plus populaires à un prix très élevé.[réf. nécessaire]
Les Pur-sang nés dans l'hémisphère nord prennent techniquement un an de plus à chaque passage du 1er janvier, ceux nés dans l'hémisphère Sud prennent un an de plus à chaque passage du 1er août. Ces dates artificielles ont été établies dans un souci d'harmonisation, afin de faciliter la catégorisation des courses hippiques internationales classées par groupes d'âge de chevaux : il existe des courses pour les 2 ans, pour les 3 ans, etc..

### Santé

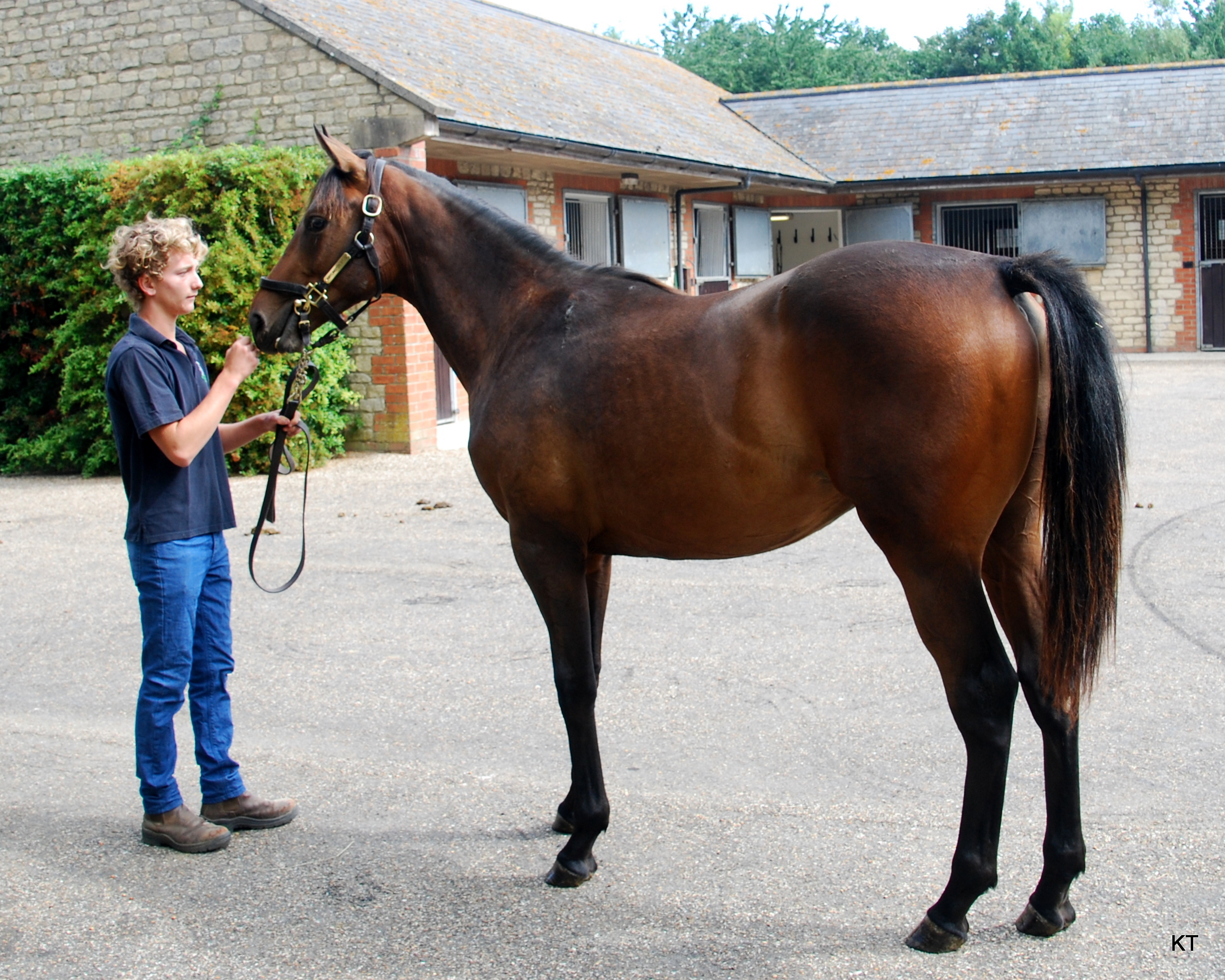
Yearling Pur-sang.

Les chevaux de course Pur-sang souffrent de nombreux accidents et de problèmes de santé. Environ un dixième de tous les Pur-sang souffre de problèmes orthopédiques incluant des fractures. Les estimations sont de 1,5 fin de carrière pour 1 000 chevaux qui prennent le départ d'une course aux États-Unis, ce qui fait une moyenne de deux chevaux blessés par jour. L'État de Californie a un taux d'accidents particulièrement élevé : 3,5 pour 1 000 départs (en 2006). Le taux varie en fonction du pays : ainsi, au Royaume-Uni, il est de 0,9 blessure pour 1 000 départs (1990-1999). Les courses à Victoria, en Australie, ont un taux de 0,44 blessure pour 1 000 départs (1989-2004).
Il a été suggéré que les Pur-sang sont élevés dans l'unique but de gagner un maximum de courses, même au détriment de leur santé : l'élevage sélectif donne des animaux possédant une masse musculaire très importante dès leur plus jeune âge, et ce, alors que leur squelette n'est pas complètement formé. Les grandes vitesses atteintes par les Pur-sang en course seraient peut-être au-delà de ce que peuvent supporter leur structure osseuse et leur anatomie,.
L'incidence globale du syndrome de la rhabdomyolyse s'établit à 6,7 % (d'après une étude sur 1 276 Pur-sang britanniques à l'entraînement), 80 % des entraîneurs ayant au moins un cheval atteint dans leur écurie ; les facteurs de risque sont le sexe (les juments sont plus souvent atteintes), le tempérament nerveux et excitable, et l'âge de deux ans. Une majorité d'animaux sont sujets à des saignements dans les poumons (hémorragie pulmonaire induite par l'exercice), 10 % ont une fertilité basse, et 5 % un cœur de taille anormalement petite. Les Pur-sang ont également tendance à avoir des pieds comparativement trop petits par rapport à leur masse : la sole est fine et le pied manque de masse cartilagineuse, ce qui contribue à rendre le pied moins sûr et est une cause majeure de boiteries lors des courses.
La transmission des pathologies est amplifiée par certaines pratiques d'élevage, notamment celle qui consiste à renvoyer un cheval accidenté ou blessé dans son élevage afin qu'il serve à la reproduction, et reste rentable. Si la cause des blessures est une mauvaise conformation du cheval, cette pratique en aggrave la transmission aux générations suivantes. De plus, certains éleveurs n'hésitent pas à demander à des vétérinaires de redresser les jambes d'un cheval blessé afin de lui faire reprendre sa carrière en courses ou d'en augmenter le prix à la revente. Les gènes responsables des faiblesses anatomiques sont alors transmis à ses descendants.

#### Stress durant les courses et causes d'accidents

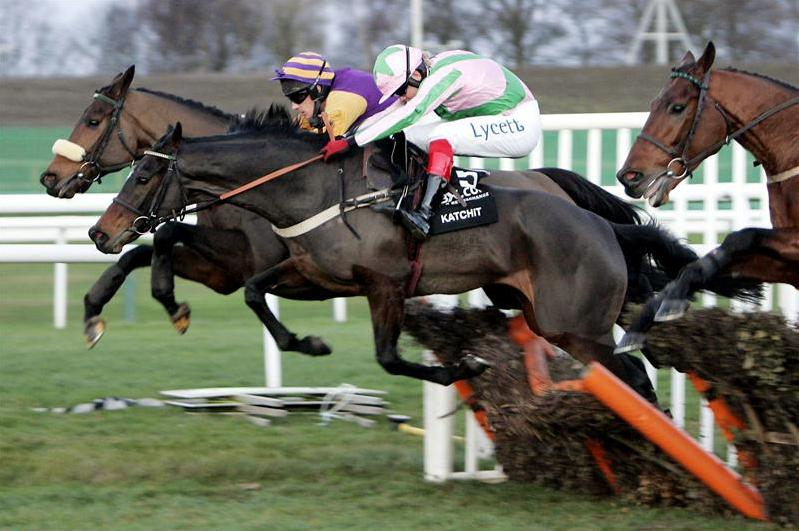
Les courses d'obstacles peuvent être à l'origine d'accidents spectaculaires pour les Pur-sang.

Le taux d'accidents chez les Pur-sang est très élevé, entre autres chez les poulains de deux ans qui commencent à courir avant d'avoir atteint leur pleine maturité, notamment aux États-Unis où il existe de nombreuses courses pour les poulains de deux ans. Bien qu'ils paraissent avoir terminé leur croissance et arborer une superbe musculature, les os de ces poulains ne sont pas complètement formés. Le taux de blessures fatales est toutefois plus élevé chez les chevaux de 4 et de 5 ans que chez ceux de 2 et 3 ans.
Certains[Qui ?] pensent qu'il faudrait laisser plus de temps au cheval avant de le mettre à la compétition, afin qu'il termine sa croissance. La raison invoquée est que pendant la croissance du cheval, des micro-fractures se forment dans les os de ses jambes, et qu'un remodelage osseux intervient plus tard. Si on laisse au cheval le temps de terminer son remodelage osseux, les os de ses jambes sont alors plus solides, et cela diminue d'autant le risque de blessures.
Les études ont montré que le type de ferrure peut influer le risquer de blessure, car certains chevaux sont ferrés avec des crampons afin de faciliter leur adhérence sur les pistes de courses. L'hippodrome, la composition/condition de la piste (les pistes en gazon représentent un risque moindre par rapport à celles en terre ; un remodelage des pistes peut aussi réduire l'occurrence des blessures), le nombre de saisons de course, courir dans une course plus tardive, le nombre de départs par an, le nombre total de départs, la saison et l'âge du cheval influent aussi sur le risque de blessures.
L'utilisation de médicaments légaux est elle aussi invoquée, ainsi que la fréquence parfois trop haute des courses, qui pourrait augmenter le taux de blessures. Un développement intéressant est celui de surfaces synthétiques pour les pistes de course : l'une des toutes premières surfaces de ce type a été installée à Turfway Park à Florence, dans le Kentucky. Le taux d'accidents mortels a baissé de 24 % pendant les années 2004 et 2005, qui ont suivi cette installation.

#### Recherches médicales

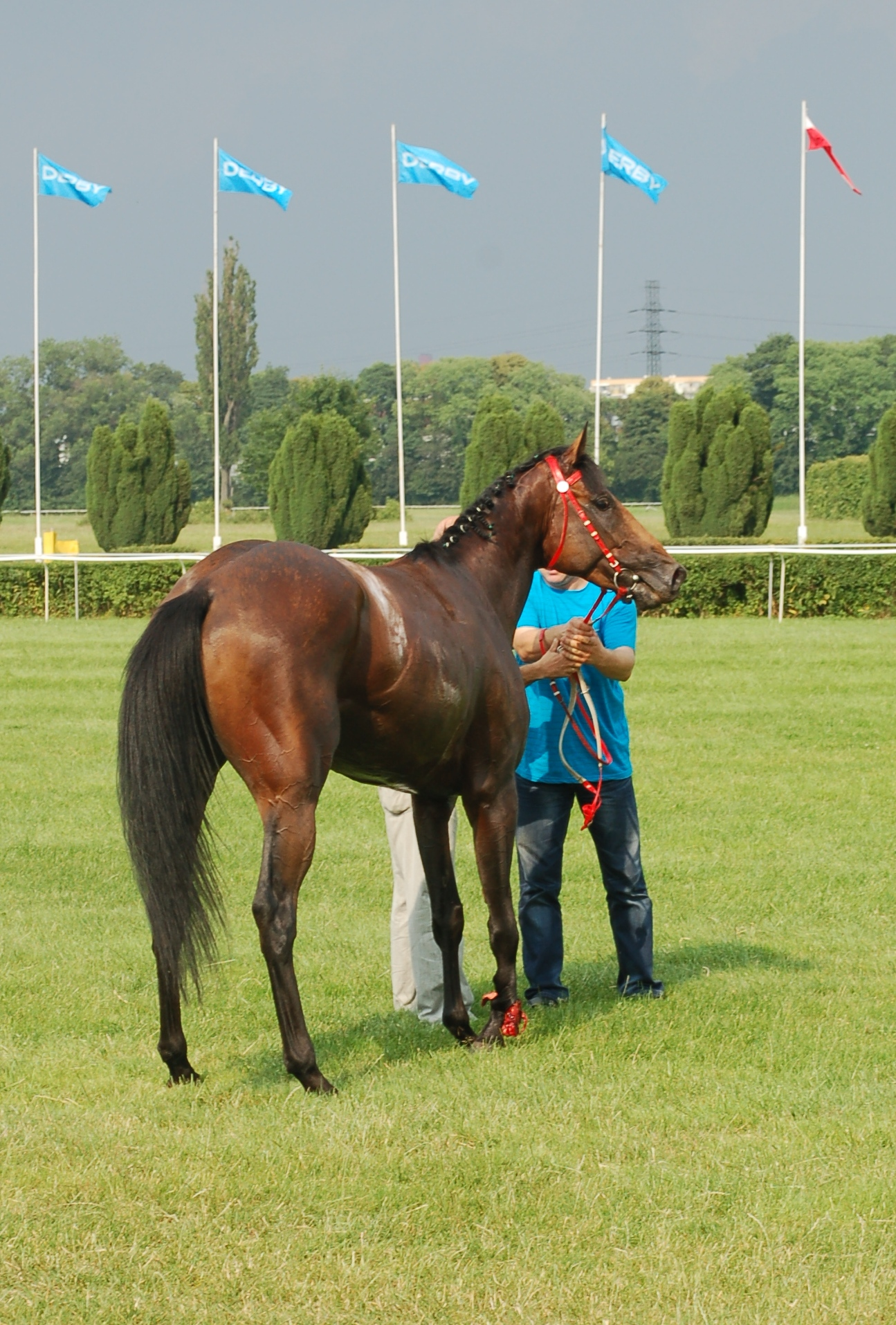
Pur-sang avec une jambe cassée après une course hippique en 2012 à Varsovie.

La qualité des soins donnés aux chevaux blessés variant en fonction de la valeur du cheval, les Pur-sang sont souvent mieux soignés que d'autres races de chevaux de moindre valeur. Ces soins sont également controversés, en partie à cause des défis importants que représente le traitement des os fracturés et autres graves blessures aux jambes. Les blessures aux jambes ne sont pas immédiatement mortelles, mais peuvent mettre la vie du cheval en danger sur le long terme, car le poids de l'animal doit être réparti uniformément sur ses quatre jambes pour empêcher des affections du système circulatoire. Si un cheval perd temporairement l'usage d'une jambe, le risque demeure qu'il s'en brise d'autres pendant la période de récupération, à cause de la charge de poids anormale sur les trois autres jambes. Les chevaux se couchent et s'allongent régulièrement pour de brèves périodes de repos, mais ne peuvent pas rester longtemps dans cette position, car contrairement à l'humain, ils risquent de développer des plaies et des lésions internes, ainsi que de la congestion.
Quand un cheval célèbre est gravement blessé à la suite d'un accident de course, comme dans le cas des fractures de jambes qui ont conduit à l'euthanasie du vainqueur du Kentucky Derby en 2006, Barbaro, ou à celle d'Eight Belles lors du Kentucky Derby de 2008, les associations pour la défense des animaux dénoncent fréquemment l'industrie des courses de Pur-sang. D'autre part, les adeptes des courses argumentent que sans les revenus générés par l'industrie des courses de chevaux, les recherches médicales et biomécaniques ne pourraient avancer en raison du manque de financements. Bien que les courses de chevaux demeurent dangereuses, la science vétérinaire a progressé. Des cas auparavant considérés comme désespérés peuvent désormais être traités. La détection précoce par le biais de techniques d'imagerie avancées, comme la scintigraphie, peut permettre d'écarter les chevaux à risque des pistes de courses.

#### Longévité
Les Pur-sang étant des animaux précoces qui courent dès l'âge de deux ans, leur longévité est généralement inférieure à la moyenne de celle des autres chevaux. D'après l'étude de B. Langlois (1976), le pic de mortalité survient entre 20 et 21 ans, « âges qui peuvent être considérés comme l’espérance de vie normale d’un étalon de Pur Sang en France ».
Le Pur-sang de course qui est mort le plus âgé fut le hongre alezan Tango Duke. Il appartenait à une Australienne de Barongarook (Victoria), dans le sud de l'Australie, Carmen Koper. Tango Duke mourut le 25 janvier 1978, à l'âge de 42 ans.

## Utilisations
Bien que le Pur-sang soit à la base élevé pour les courses de vitesse, la race est utilisée pour d'autres disciplines équestres grâce à ses qualités athlétiques,.

### Courses hippiques

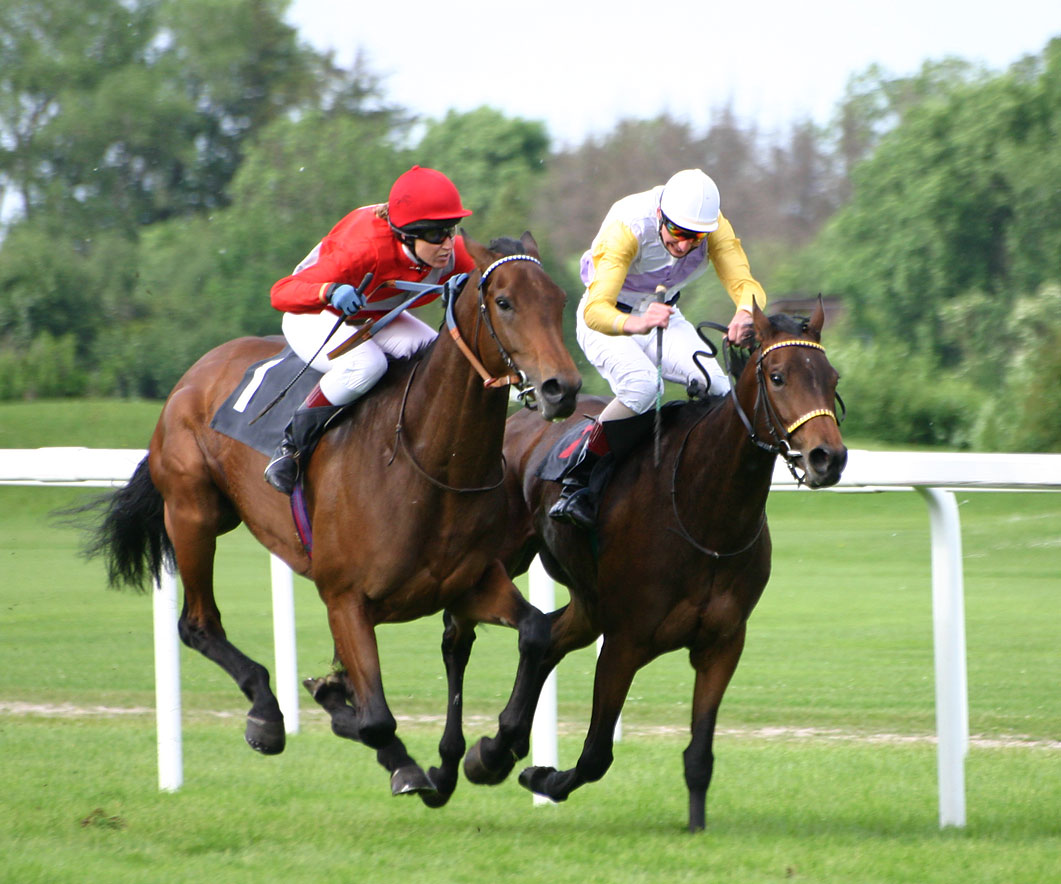
Course de plat en Allemagne.

Le Pur-sang est en premier lieu un cheval de course, capable d'atteindre une vitesse de 65 km/h. C'est le cheval le plus rapide du monde. Il existe deux types de courses auxquelles les Pur-sang sont susceptibles de participer : les courses de plat, qui représentent environ les deux-tiers de ces compétitions, et les courses d'obstacles (ou steeple-chases).
Il peut commencer tôt sa carrière pour les courses de plats, à partir de deux ans, au terme d'un test de vitesse sur 1 000 mètres. En grandissant, il est soumis à des distances plus longues et ne tient pas toujours ses promesses. Un Pur-sang qui n'excelle pas sur le plat est généralement redirigé sur des courses d'obstacles, et éventuellement castré s'il s'agit d'un étalon trop nerveux dont les chances d'être un excellent compétiteur en restant entier semblent faibles[réf. nécessaire].
La valeur d'un Pur-sang peut dépendre de l'argent qu'il génère et certains chevaux de courses atteignent des prix astronomiques avant même de commencer leur carrière en raison des espoirs placés en eux. 13,1 millions de dollars ont ainsi été déboursés pour Seattle Dancer en 1985. Ils peuvent rapporter des gains colossaux en course à leur propriétaire. Les meilleurs d'entre eux deviennent reproducteurs après leur carrière de compétiteur, du moins pour les étalons. Le prix d'un Pur-sang varie énormément en fonction de son âge, de ses origines, de sa conformation et de l'état du marché. En 2007, les Pur-sang de course ont gagné un total de 1 217 854 602 $ en comptant tous les chevaux placés, soit une moyenne de 16 924 $ par départ de course. À cela, il faut ajouter que le bilan d'un animal en course influence sa future valeur en tant que cheval d'élevage. Le prix de saillie des meilleurs étalons Pur-sang atteint des sommes pharamineuses : Storm Cat s'est négocié jusqu'à 500 000 $, tandis qu'en Europe la saillie de certains étalons, tels que Sadler's Wells, Danehill ou Galileo, a pu atteindre les 300 000 € voire 500 000 € pour ce dernier[réf. nécessaire].
Statistiquement, moins de 50 % de tous les Pur-sang de course en ont gagné au moins une, et moins de 1 % d'entre eux gagnent un grand classique comme le Kentucky Derby, le derby d'Epsom ou le Prix de l'Arc de Triomphe.

#### Pur-sang de course célèbres

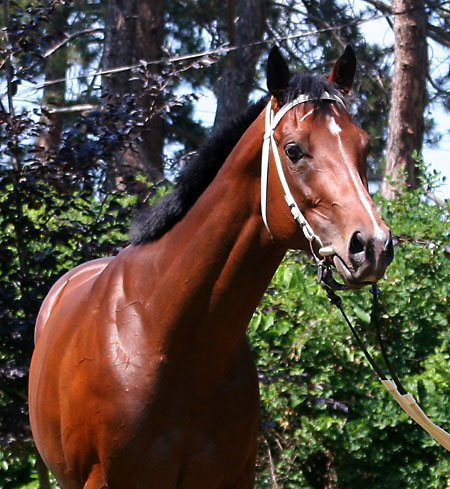
Overdose est considéré en 2009 comme le cheval le plus rapide du monde.

Né à Lexington, le Pur-sang américain Man o'War (1917-1947) devient le plus grand champion de son époque, gagnant le qualificatif de « cheval du siècle ». Le crack Phar Lap (1926-1932), qui a survécu à un coup de feu, marque le public australien pendant des générations. Le journaliste français Léon Zitrone qualifie le crack italien Ribot (1952-1972), invaincu en seize courses, de « plus illustre pur-sang du XXe siècle », notamment pour sa victoire à Ascot en 1956 par cinq longueurs d'avance, alors qu'il souffrait de fièvre les jours précédents. Né en Irlande, Arkle (1957-1970) est considéré comme le plus grand champion Pur-sang des courses de steeple-chase.
Northern Dancer (1961-1990), né au Canada, a remporté deux des trois courses de la Triple couronne américaine en 1964, avant de devenir un reproducteur d'exception, père de près de 70 % des Pur-sang actuels, ce qui lui a valu d'être surnommé « l'étalon du siècle »,. Sea Bird (1962-1973), double vainqueur du Derby d'Epsom et du prix de l'Arc de Triomphe en 1965, est considéré comme le plus grand crack français depuis Gladiateur ; il est souvent comparé à Mill Reef (1968-1986) dans la presse anglaise, un cheval né aux États-Unis devenu l'un des meilleurs Pur-sang européens, inscrit au Temple de la Renommée des courses britanniques. Nijinsky (1967-1992), issu d'un élevage canadien, remporte la Triple couronne britannique en 1970. Brigadier Gerard (1968-1989) est probablement le meilleur coureur européen du mile au XXe siècle.
Secretariat (1970-1989), né dans l'État de Virginie, sacré cheval américain de l'année 1972, puis vainqueur de la Triple couronne américaine en 1973, immortalisé en couverture du magazine Time, surnommé le « plus grand cheval de course au monde », est aussi le seul cheval à figurer dans la liste des 50 meilleurs athlètes américains du XXe siècle ; son autopsie à l'Université du Kentucky, a révélé que son cœur était deux fois plus gros que la normale.
Dancing Brave (1983-1999), né aux États-Unis, est acquis par le prince Khalid ben Abdullah Al Saoud, et a remporté l'Arc de Triomphe en 1986. Overdose (2005-2015), issu d'un élevage anglais, est devenu une star nationale en Hongrie, pays où réside son propriétaire, en 2009, en étant considéré comme le cheval le plus rapide du monde,. Né en Irlande, Frankel (2008-), que Homéric décrit comme « Pégase personnifié », est invaincu l'année de ses 3 ans, en 2011. La jument Trêve (2010-), née en France, a décroché deux victoires d'affilée à l'Arc de Triomphe en 2013 et 2014, ce qui lui a valu le qualificatif de « jument du siècle ».

#### Réforme des courses
Les chevaux de course les plus performants deviennent ensuite des reproducteurs, étalons ou poulinières, et font alors gagner une fortune à leurs propriétaires.[réf. nécessaire] Les chevaux de course peu performants ou disqualifiés sont réformés des courses, et connaissent alors deux destins : soit la revente à un abattoir, soit leur récupération par un nouveau propriétaire, un centre équestre ou une association de sauvegarde.

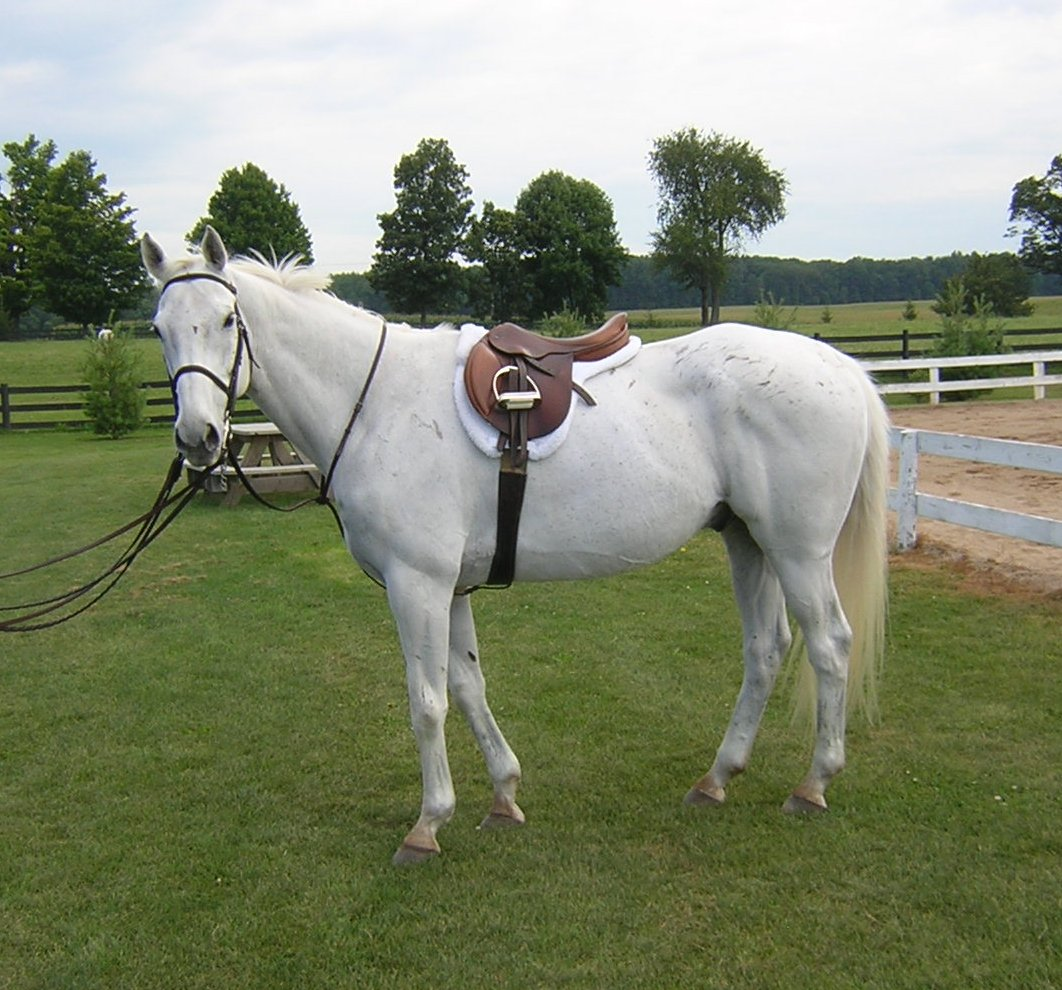
Hongre Pur-sang gris réformé des courses, servant de cheval de selle.

Il existe des associations spécialisées dans la reconversion des Pur-sang réformés ; en effet, ceux-ci gardent des réflexes propres au monde des courses, qui rendent nécessaire un travail de « déconditionnement »,. Ces associations sauvent ainsi des Pur-sang de la boucherie.
Les Pur-sang considérés comme trop difficiles à reconvertir sont abattus, puis leur viande est consommée dans des pays hippophages tels que les Pays-Bas, La France, la Belgique, l'Italie, le Japon et la Corée du Sud. Les Pur-sang de plus de sept ans nourris à l'avoine sont particulièrement recherchés pour la qualité de leur viande, les juments davantage que les étalons, dont la viande est plus dure. Les chevaux qui ont été traités avec de la phénylbutazone sont impropres à la consommation humaine ; cependant, la fraude à la viande de cheval de 2013 a mis en lumière des fraudes à l'abattage, portant sur au moins 18 Pur-sang.

### Autres disciplines

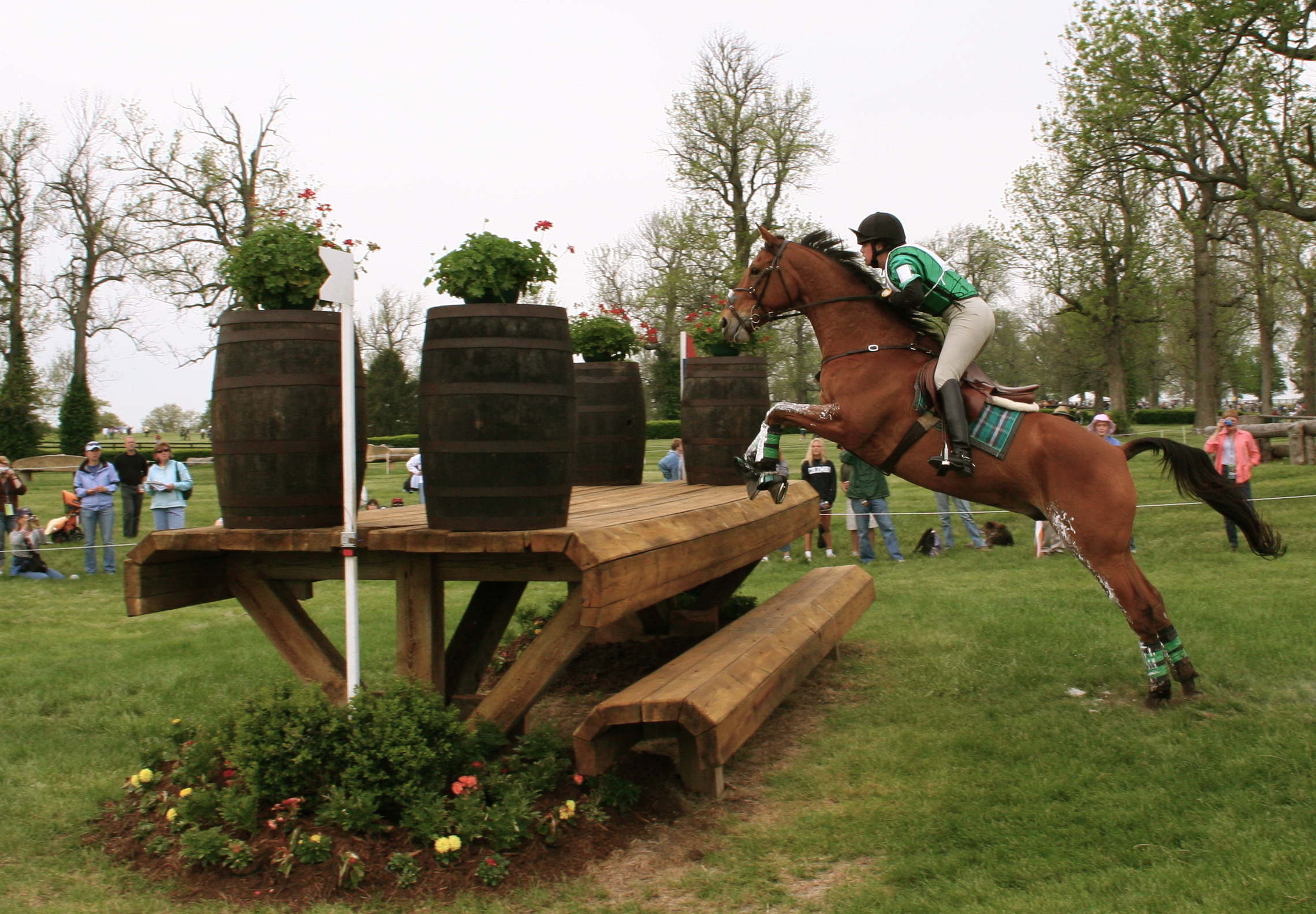
Un Pur-sang en concours complet d'équitation.

En plus de l'utilisation lors des courses, le Pur-sang fait un bon cheval de compétition, notamment en concours complet d'équitation (CCE), concours de saut d'obstacles (CSO), et dans une moindre mesure en dressage. Il possède en effet une musculature athlétique, une capacité respiratoire et des réflexes adaptés aux compétitions de CSO et de CCE. Il est cependant surclassé en saut d'obstacles par les chevaux sélectionnés sur ce sport, et possédant plus de cadre. Par contre, les Pur-sang stayers réussissent au plus haut niveau en complet. En dressage moderne, le Pur-sang est désavantagé en compétition par son équilibre horizontal ; il a cependant rencontré les faveurs de nombreux écuyers du Cadre noir.
Historiquement, des chevaux de cette race ont atteint le niveau des Jeux olympiques d'été dans ces trois disciplines. On peut également les voir en équitation hunter, course d'obstacles et même en équitation western où ils excellent, par exemple, aux épreuves de barrel racing. Les polices montées emploient souvent ces chevaux en dehors des compétitions, et plus généralement des cavaliers de loisir les montent. Les plus grands Pur-sang sont plutôt adaptés au saut d'obstacles et à l'équitation hunter, tandis que les plus petits sont demandés comme poneys de polo ; les Pur-sang sont d'ailleurs l'une des races les plus fréquemment trouvées lors des compétitions de polo aux États-Unis. Le Pur-sang est fréquemment monté en chasse à courre, par exemple à la chasse au renard dans les plaines d'Amérique du Nord, ou pour tout type de chasse à courre en France. Le horse-ball est l'un des sports équestres dans lesquels il est le plus représenté ; il combine en effet toutes les qualités nécessaires à la pratique de ce sport, qui demande réactivité et vélocité. L'équipe de France de Horse-ball a décroché les titres de champions d'Europe et de champions du monde avec une cavalerie composée de Pur-sang.
Il est en revanche très peu adapté à l'équitation de loisir et au tourisme équestre, en raison de sa fragilité et d'une tendance à tirer à l'attache. Il est notamment sensible aux piqûres d'insectes et aux blessures d'extérieur diverses en raison de la finesse de sa peau. Il n'est pas très bon en endurance, où l'Arabe lui est préféré.

### Croisements avec d'autres races

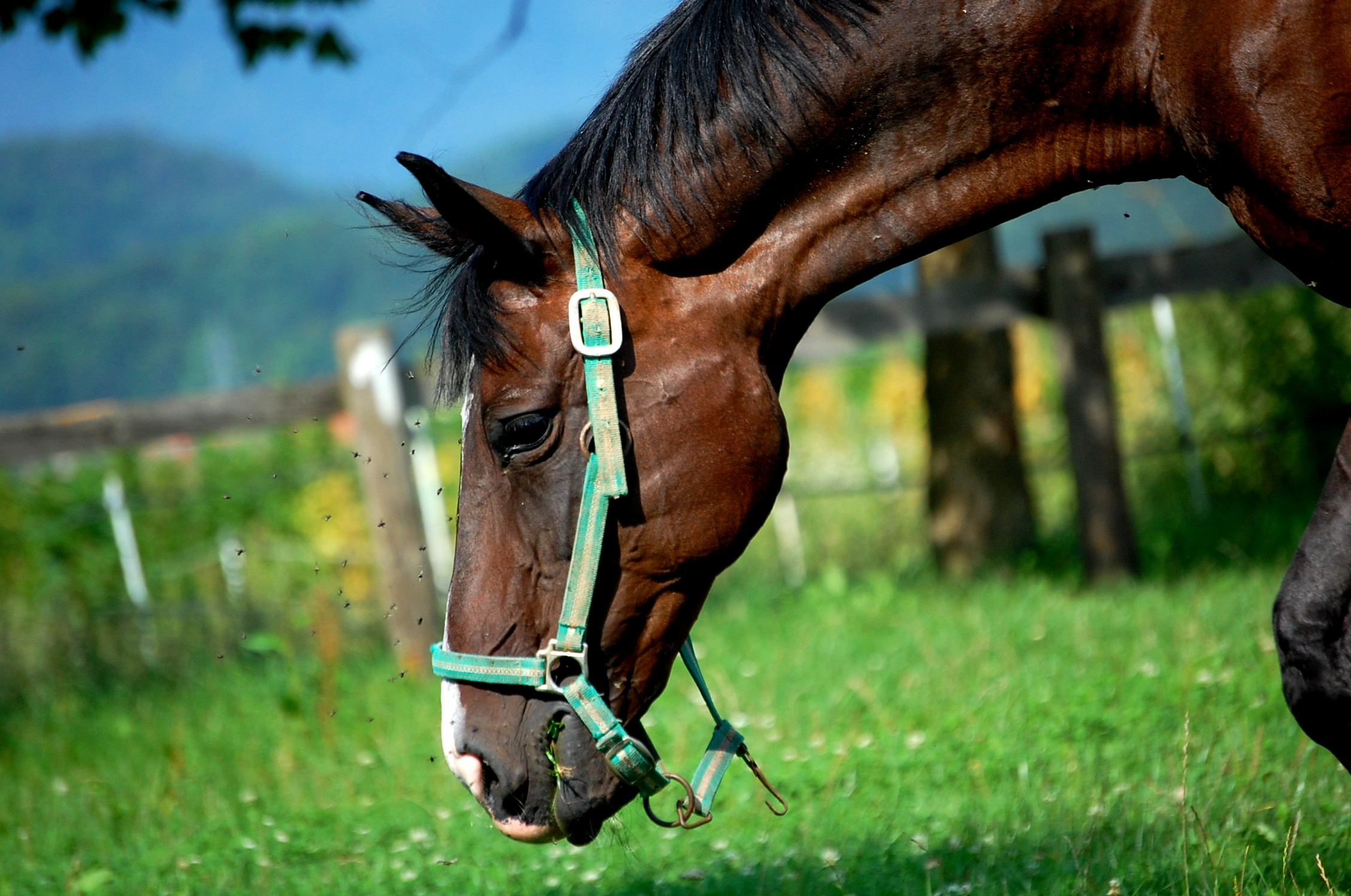
Le Selle français fait partie des nombreuses races issues de croisements avec des Pur-sang.

Le Pur-sang est la principale race de chevaux utilisée en croisement avec d'autres races, notamment pour « améliorer » leurs performances sportives. Il est considéré comme un améliorateur universel, exerçant une influence majeure dans l'élevage mondial.
La quasi-totalité des races de chevaux dites de demi-sang sont issues, comme leur nom l'indique, du Pur-sang.
Les Anglais, les Irlandais et les Américains font naître des chevaux dits Hunter, dont le Hunter irlandais, par croisement entre un cheval local et un Pur-sang. Le Selle français provient de la fusion de toutes les races françaises demi-sang. Le Trotteur français résulte de croisements entre les chevaux carrossiers normands et des Pur-sang. L'Anglo-arabe est né de croisements effectués entre l'Arabe et le Pur-sang, pratiqués à la fois en Angleterre et en France (Anglo-arabe français).
Le Pur-sang est aussi l'un des ancêtres majeurs du Quarter Horse,. Le Pur-sang Messenger est l'étalon fondateur de la race du trotteur américain, ou Standardbred. L'étalon fondateur du Morgan, une race qui a influencé de nombreux chevaux d'allures en Amérique du Nord, passe pour être le descendant d'un Pur-sang.
En Corée du Sud, le Pur-sang est entré en croisement pour donner le Halla, un cheval de course dont la viande est localement consommée.

## Diffusion de l'élevage

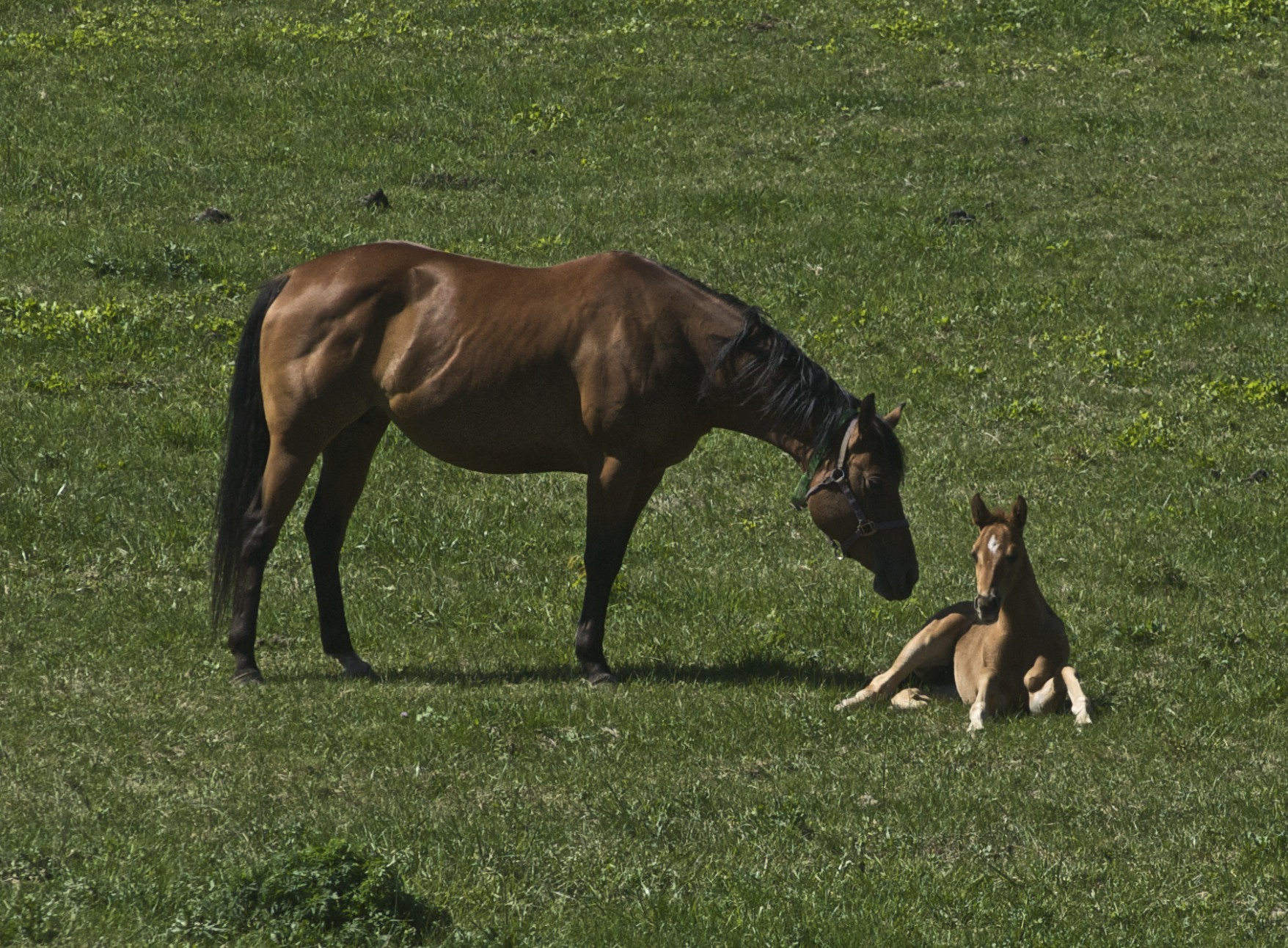
Poulinière et poulain Pur-sang.

Bien qu'« anglais » à l'origine, le Pur-sang est désormais élevé partout,, avec une indéniable reconnaissance au niveau international. Plus de 195 000 juments poulinières Pur-sang seraient en activité dans le monde, l'année 2006 ayant vu l'enregistrement d'au moins 118 000 nouvelles naissances. En 2007, les États-Unis étaient le premier pays éleveurs de ce cheval, avec 33 000 naissances. L'Australie arrive en seconde position avec 17 000 naissances, ces deux pays étant favorisés par les immenses terrains de pâture disponibles sur leur territoire. L'Irlande est le troisième pays d'élevage, avec 12 500 naissances, suivie par le Japon avec 9 000 poulains, puis l'Angleterre, la Nouvelle-Zélande, et la France, qui a vu l'enregistrement d'un peu plus de 5 000 poulains.

### Amérique du Nord
L'industrie du Pur-sang est l'une des plus importantes de l'agribusiness et génère environ 34 milliards de dollars en revenus annuels rien qu'aux États-Unis où 470 000 emplois y sont liés entre le travail d'élevage, les centres d'entraînement et les pistes de courses. Environ 37 000 naissances de poulains Pur-sang sont enregistrées chaque année en Amérique du Nord, la plupart d'entre eux dans les États du Kentucky, de la Floride et de la Californie,.
En 2007, 71 959 chevaux Pur-sang ont participé à au moins une course aux États-Unis ; en moyenne, un cheval court 6,33 fois par an dans ce pays.
En 2007, les Keeneland Sales ont vu défiler 9 124 chevaux à la vente, pour un chiffre d'affaires de 14 401 000 $, soit une moyenne de 89 259 $ par cheval.
Dans l'ensemble, pour l'année 2007 aux États-Unis, le Jockey Club a noté un prix moyen de vente pour un poulain sevré à 44 407 $, la moyenne pour un yearling à 55 300 $, le prix moyen d'un poulain de deux ans étant de 61 843 $. Le prix moyen d'une poulinière est de 70 150 $ et celui des poulains âgés de plus de deux ans, 53 243 $.
Les chiffres moyens peuvent toutefois être trompeurs. Aux ventes de yearlings à Keeneland en 2007, 3 799 jeunes chevaux furent vendus pour un total de 385 018 600 $, soit une moyenne de 101 347 $ par cheval ; toutefois, ce prix moyen cache d'énormes variations de prix car 19 chevaux au moins ont été vendus pour 1 000 dollars chacun, et 34 chevaux ont été adjugés pour plus d'un million de dollars chacun.

### îles britanniques

#### Royaume-Uni

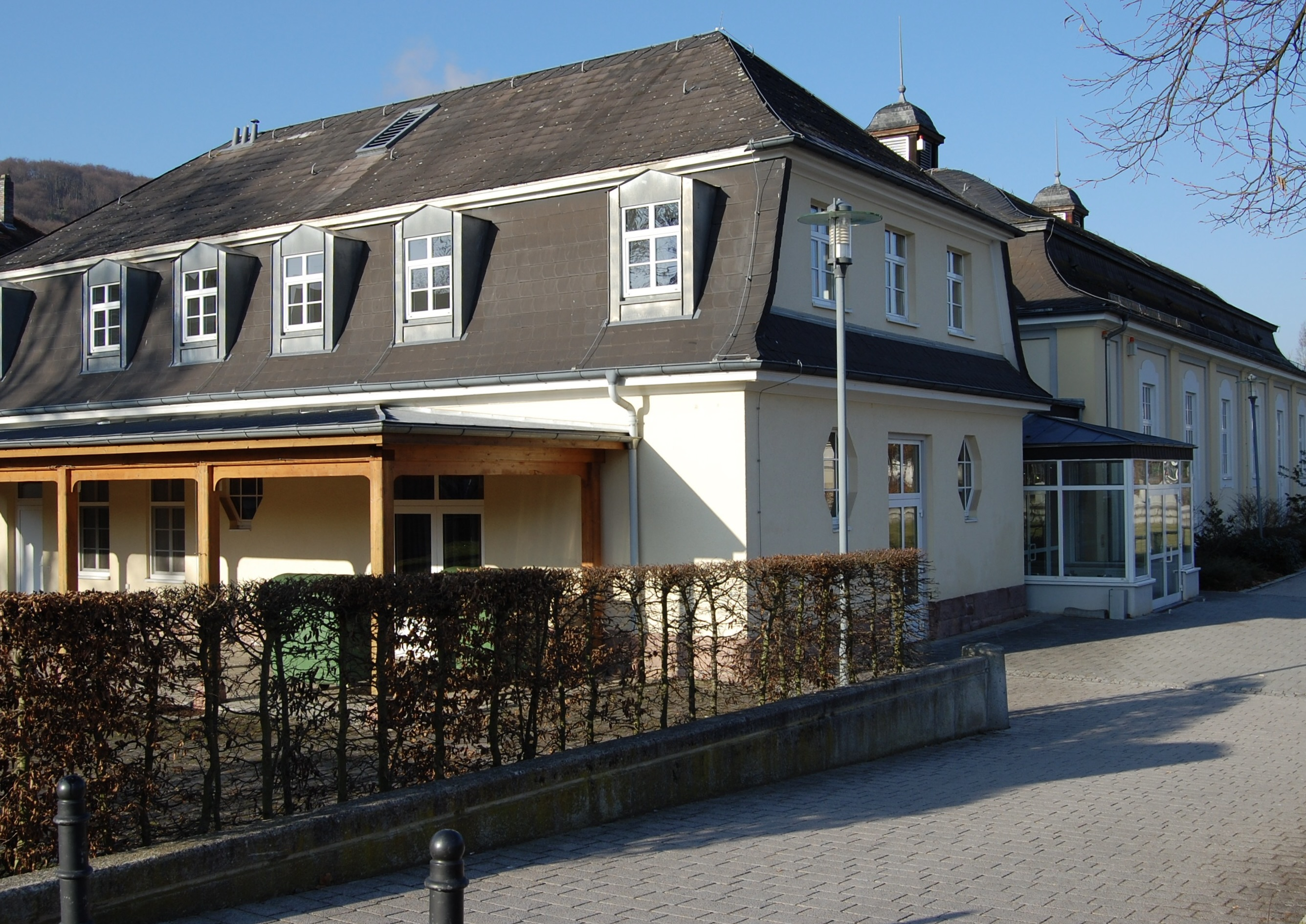
Le Tattersall building à Bad Kissingen.

La Grande-Bretagne donne naissance à environ 5 000 poulains par an. En Angleterre, la British Racing Authority a compté 8 556 chevaux à l'entraînement pour les courses de plat en 2007, et l'ensemble de ces chevaux a couru 60 081 fois dans 5 659 courses.
Les Tattersalls de juillet 2007 ont vu défiler 593 chevaux, avec un chiffre d'affaires total de 10 951 300 guinées, ce qui fait une moyenne de 18 468 guinées par cheval. Les ventes de Doncaster Bloodstock, une autre salle des ventes anglaise, ont vu défiler 2 248 chevaux pour un chiffre d'affaires total de 43 033 881 guinées, soit une moyenne de 15 110 guinées par cheval.

#### Irlande
En 2009, l'Irlande est le 3e plus grand pays éleveur de Pur-sang dans le monde. Pendant les années de prospérité économique associées au « tigre celtique », le nombre de juments poulinières Pur-sang sur le sol irlandais a bondi de 11 950 en 1995 à 20 028, ce qui fait qu'en 2007, davantage de poulains Pur-sang sont nés en Irlande (12 633) que le total cumulé (11 233) des poulains nés au Royaume-Uni (5 839) et en France (5 394).
La crise financière mondiale de 2007-2008 a cependant entraîné une récession, qui a poussé la Irish Thoroughbred Breeders' Association à soutenir une réduction des naissances.

### Europe continentale

#### France

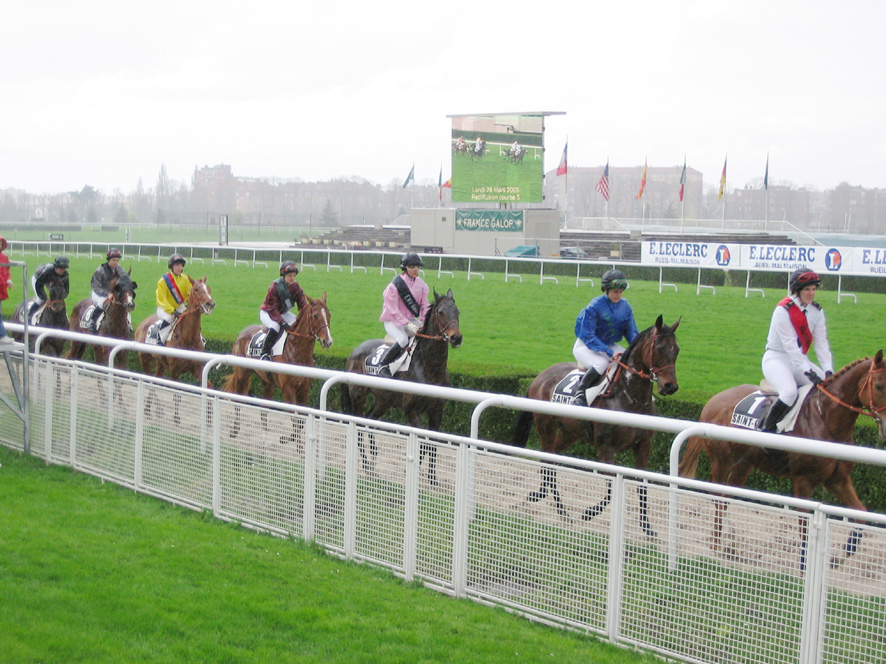
Passage des Pur-sang et de leurs jockeys à l'hippodrome de Saint-Cloud.

La principale région d'élevage du Pur-sang en France est la Basse-Normandie, avec 3 828 poulinières en 2008. L'Orne est traditionnellement une région d'importants élevages de Pur-sang depuis plus de 150 ans. L'élevage est stable, avec environ 5 000 nouvelles naissances chaque année, le Pur-sang représentant 16 % du total des immatriculations françaises de chevaux de sang. 407 étalons sont en activité en 2008, pour 4 379 éleveurs recensés. 10 000 chevaux sont entraînés sur le sol français dans le but de glaner les 210 millions d'euros de prix mis en jeu dans les courses. Chaque année voit l'organisation d'environ 4 300 courses de plat et de 2 200 courses d’obstacle. 500 chevaux environ sont exportés chaque année. Sur le plan de la qualité, l'élevage français serait situé au 4e ou au 5e rang mondial.
Les ventes de Deauville sont le rendez-vous annuel des acheteurs de Pur-sang. En août, les animaux issus des élevages français âgés d'environ dix-huit mois y défilent à la vente, avec des records de prix. En 2008, le chiffre d'affaires des ventes de Deauville est de 40 699 000 euros pour 360 poulains et pouliches de plus d'un an vendus, soit une hausse de 7 % par rapport à 2007, le prix moyen d'un Pur-sang ayant augmenté de 13 % pour une moyenne de 111 017 euros par cheval. Le cheikh Maktoum ben Rachid Al Maktoum de Dubaï a investi 4 990 000 euros sur quinze animaux et son parent, Hamdan ben Mohammed Al Maktoum a dépensé 3 070 000 euros pour dix Pur-sang, le record étant de deux millions d'euros investis pour une pouliche en 2002. Le prix moyen d'un cheval vendu en octobre est de 30 000 €. La vente des juments destinées à la reproduction a lieu le second week-end de décembre. Des ventes de chevaux à l'entraînement sont régulièrement organisées sur l'hippodrome de Saint-Cloud. Des courses « à réclamer » sont organisées tous les jours. Les chevaux en lice y sont vendus aux acheteurs les plus offrants. Certains étalons reproducteurs français sont très demandés.

### Moyen-Orient

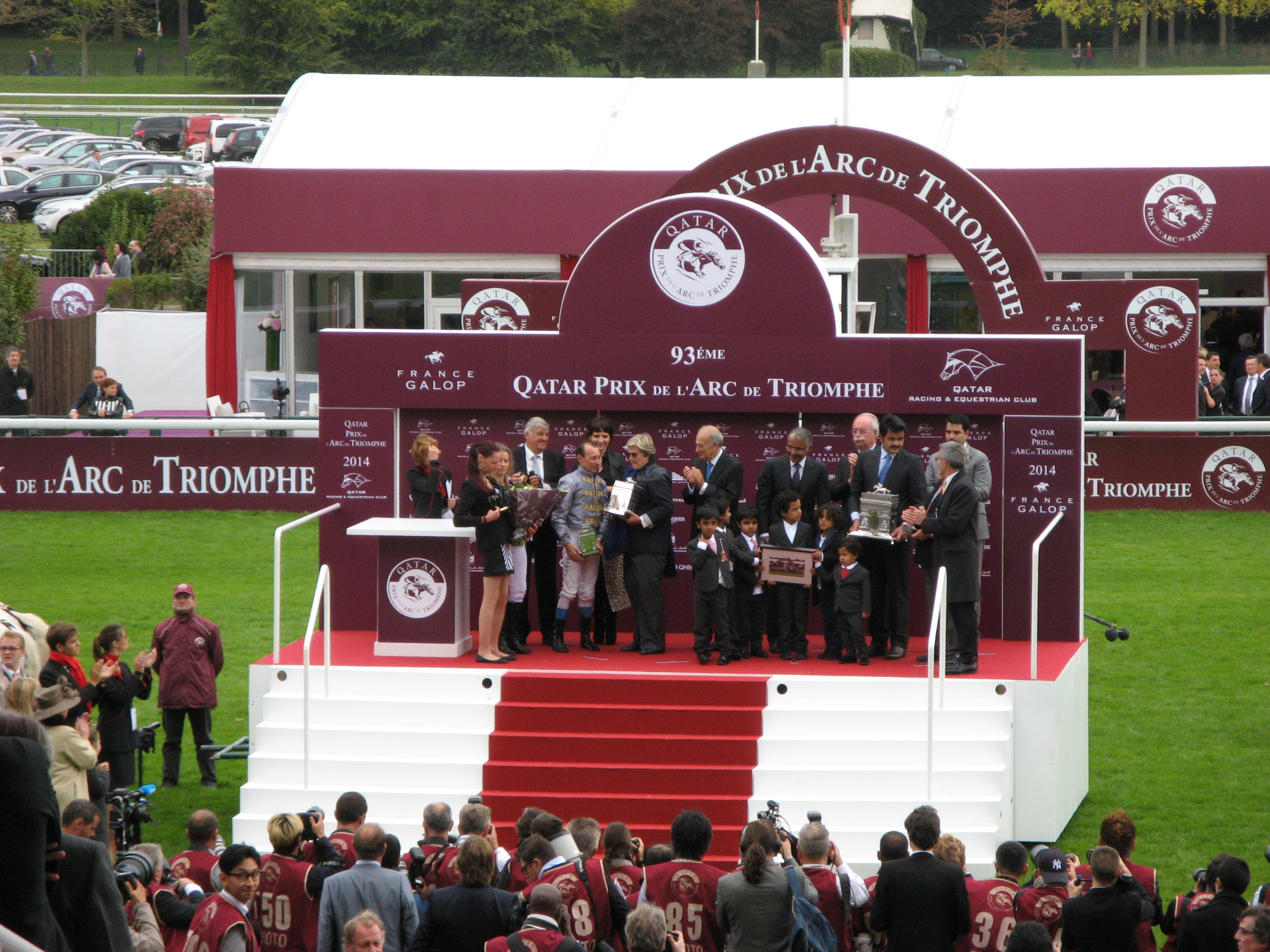
Remise des prix du Qatar Prix de l'Arc de Triomphe en 2014, dans le cadre d'un partenariat de naming avec le Qatar.

Les Émirats arabes unis, le Qatar et le Bahreïn ont largement investi dans les compétitions sportives, dont le sport hippique et le Pur-sang, qui font écho à leurs traditions de courses de vitesse avec des animaux dans le désert,. Les investissements du Qatar dans ce sport s'inscrivent dans le cadre d'une stratégie globale de soft power.
La famille régnante de Dubaï, en particulier le cheikh Mohammed ben Rachid Al Maktoum, s'intéresse aux courses de plat depuis les années 1980 et fait partie des plus gros investisseurs sur le marché du Pur-sang. En 1994, cette famille régnante a créé l'Écurie Godolphin, qui est devenue la première multinationale dédiée à l'entraînement des Pur-sang au monde, avec plusieurs centaines de chevaux. En 1996, ils ont créé la Dubaï World Cup, qui, avant la création d'autres courses plus richement pourvues encore (telle la Saudi Cup), a été la course la mieux dotée du monde, avec 10 millions de dollars d'allocation.
Malgré la crise financière mondiale de 2007-2008, leurs investissements hippiques n'ont pas été touchés, ces investissements portant sur près d'un tiers des ventes de yearlings Pur-sang en 2009. L'hippodrome de Meydan, coûtant 2,5 milliards d'euros, a ouvert le 28 janvier 2010 et accueille depuis la Dubaï World Cup.

### Amérique du Sud
En Argentine, en 2017, on compte 20 hippodromes et 11 776 chevaux participant aux courses. L'organisation de ces dernières est similaire à ce qui existe en Europe. Environ 7 000 poulains naissent chaque année, principalement dans la région de Mar del Plata. L'élevage argentin a une bonne réputation, quelques sujets ayant été exportés vers l'Amérique du Nord, tandis que d'autres se sont illustrés sur des hippodromes internationaux.

## Pur-sang dans la culture

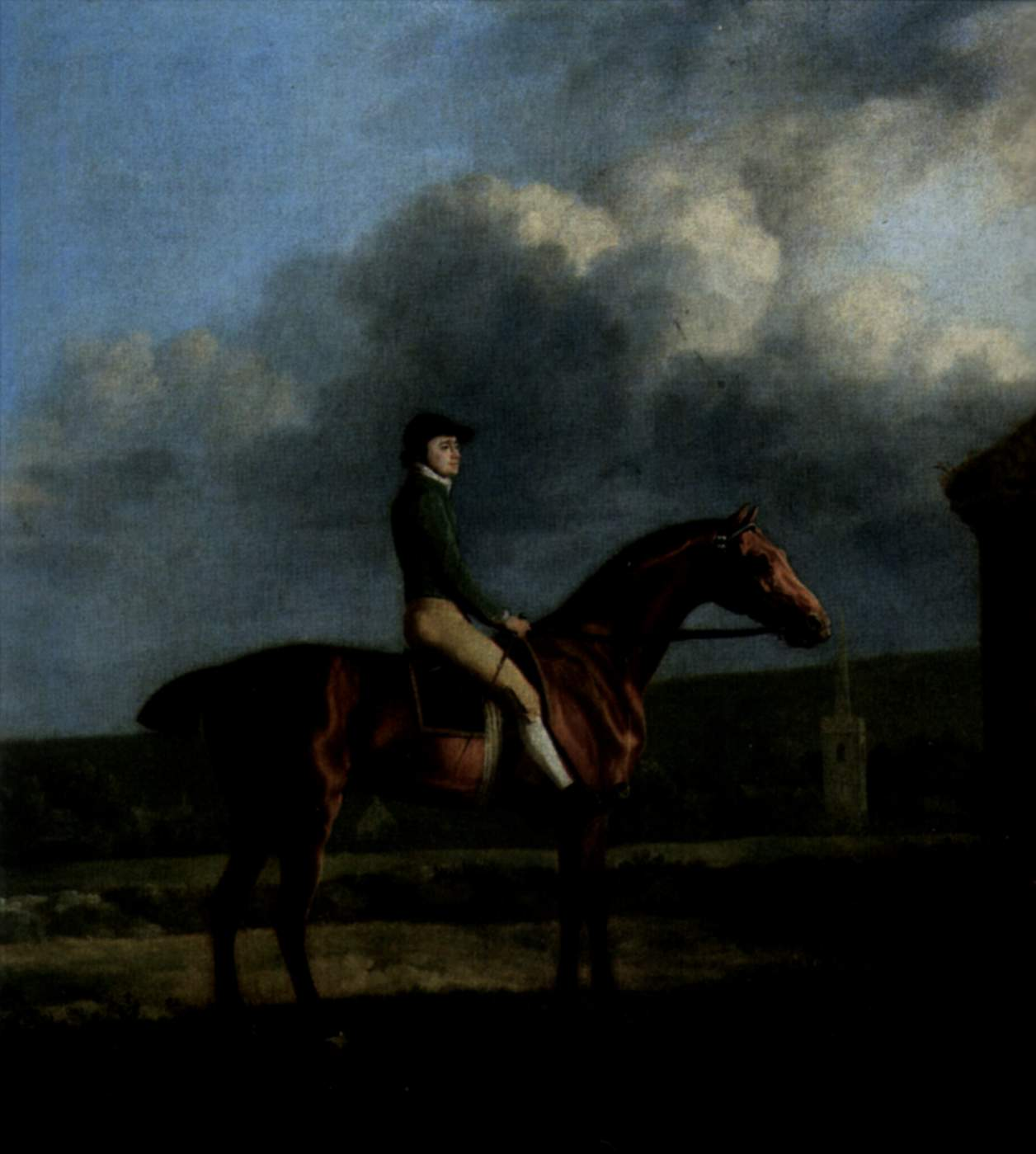
Peinture d'un jockey anglais sur son cheval, par George Stubbs.

Personnalisé et individualisé par des termes humains, le Pur-sang est perçu comme « la plus noble création de l'Homme ». D'après l'analyse de l'anthropologue Rebecca Cassidy, ses éleveurs s'approprient symboliquement le pouvoir sur Dieu et la nature, en élevant sélectivement le Pur-sang selon leurs propres désirs : ce cheval devient alors l'objet de ses créateurs humains tout-puissants. Le Pur-sang est associé à l'image positive du cheval à sang chaud.
Il constitue un sujet populaire dans l'art et la culture.

### Littérature
Les histoires de fiction anglaises publiées à l'époque victorienne mettent régulièrement en scène la fraude dans les courses de Pur-sang.
L'Étalon noir de Walter Farley est une série de romans en littérature d'enfance et de jeunesse dont le premier tome est paru en 1941, probablement la plus célèbre parmi les romans animaliers pour la jeunesse ; bien que le cheval principal soit présenté comme un Arabe, ces romans intègrent souvent le milieu des courses de Pur-sang, parmi de nombreuses autres références américaines,. A Horse Called Wonder, de Joanna Campbell, est publié pour la première fois en 1991, constituant le premier livre de sa série jeunesse Thoroughbred ; il raconte l'histoire d'Ashleigh, qui emménage dans un nouveau ranch et veut empêcher la vente d'un poulain Pur-sang nommé Wonder.
Les deux romans de Paul Vialar, L'éperon d'argent et La cravache d'or, racontent en partie la vie du jockey Yves Saint-Martin. Fils d'un jockey, l'auteur gallois à succès Dick Francis a écrit de nombreux romans policiers ayant pour toile de fond le milieu des courses et du Pur-sang, avec plus de 60 millions d'exemplaires de ses livres écoulés au total.
Le roman de Jane Smiley, Horse Heaven (2000), se déroule dans le milieu des courses de Pur-sang américains. L'auteur français Michel Ollivier a publié plusieurs romans policiers ayant pour cadre les Pur-sang des hippodromes bretons, dont Mort sur le fil / La mort au galop, qui raconte l'implacable vengeance d'un jockey violent et rancunier,.

### Peinture, dessin et sculpture

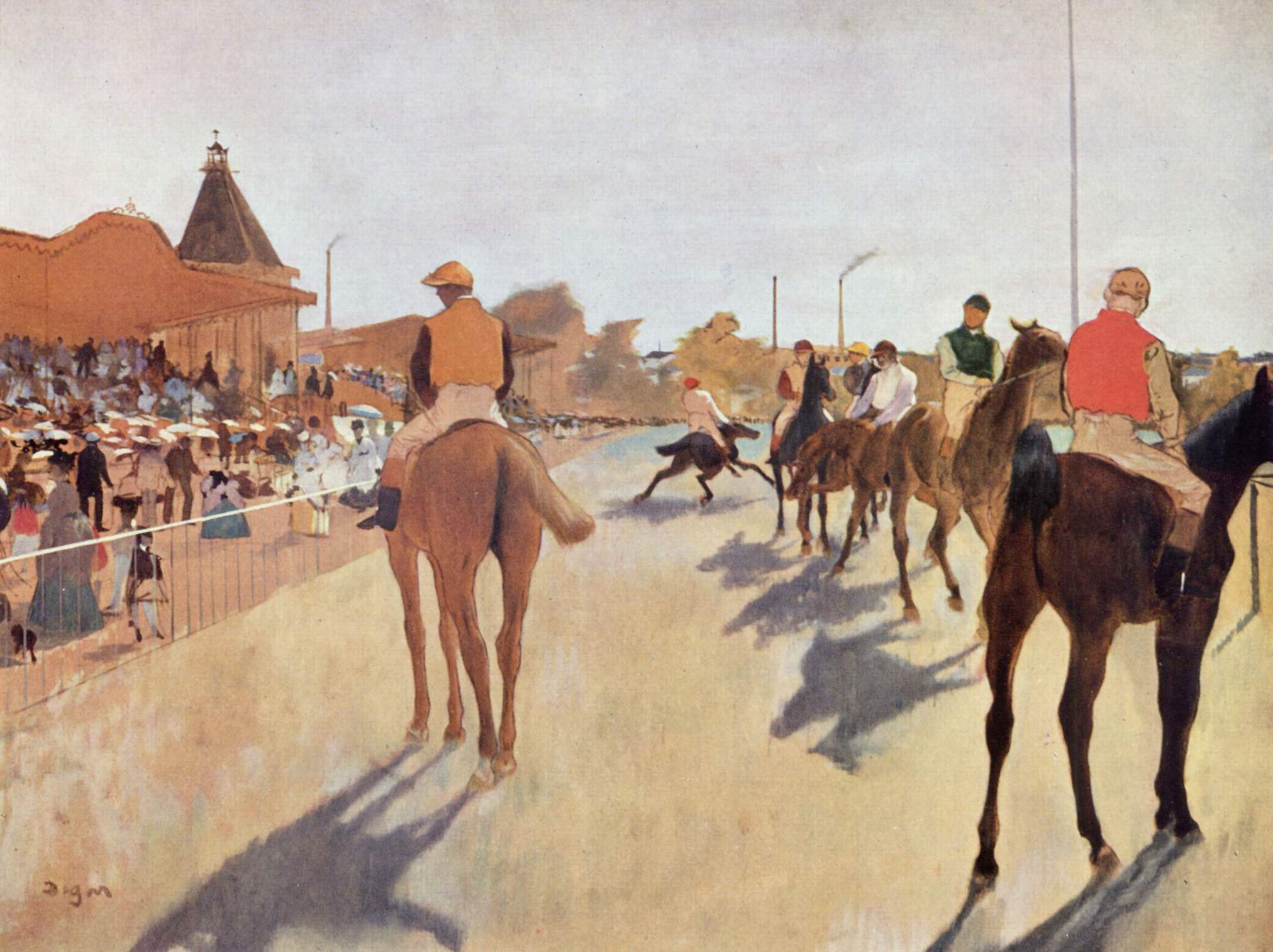
Jockeys devant la tribune, par Edgar Degas.

Les Pur-sang et le monde des courses deviennent une source d'inspiration pour les artistes romantiques et impressionnistes du XIXe siècle. Théodore Géricault a peint le Derby d'Epsom en 1821, lors de son séjour en Angleterre. L'époque impressionniste coïncide avec le développement des courses en France. Manet, Degas et Toulouse-Lautrec montrent une fascination durable pour les courses. Manet dépeint l'excitation et l'action durant la course, Degas se concentre davantage sur les moments qui précèdent le départ. Degas s'est aussi intéressé par les photos du cheval en mouvement réalisées par Muybridge ; il les copie et les utilise à titre de référence dans ses travaux ultérieurs.
George Stubbs et Alfred Munnings ont tous deux réalisé un grand nombre d'œuvres représentant le cheval de course Pur-sang. Au XXe siècle, une grande partie de l'œuvre de John Skeaping explore ce thème, dont ses bronzes grandeur nature des chevaux Hyperion et Brigadier Gerard.

### Cinéma

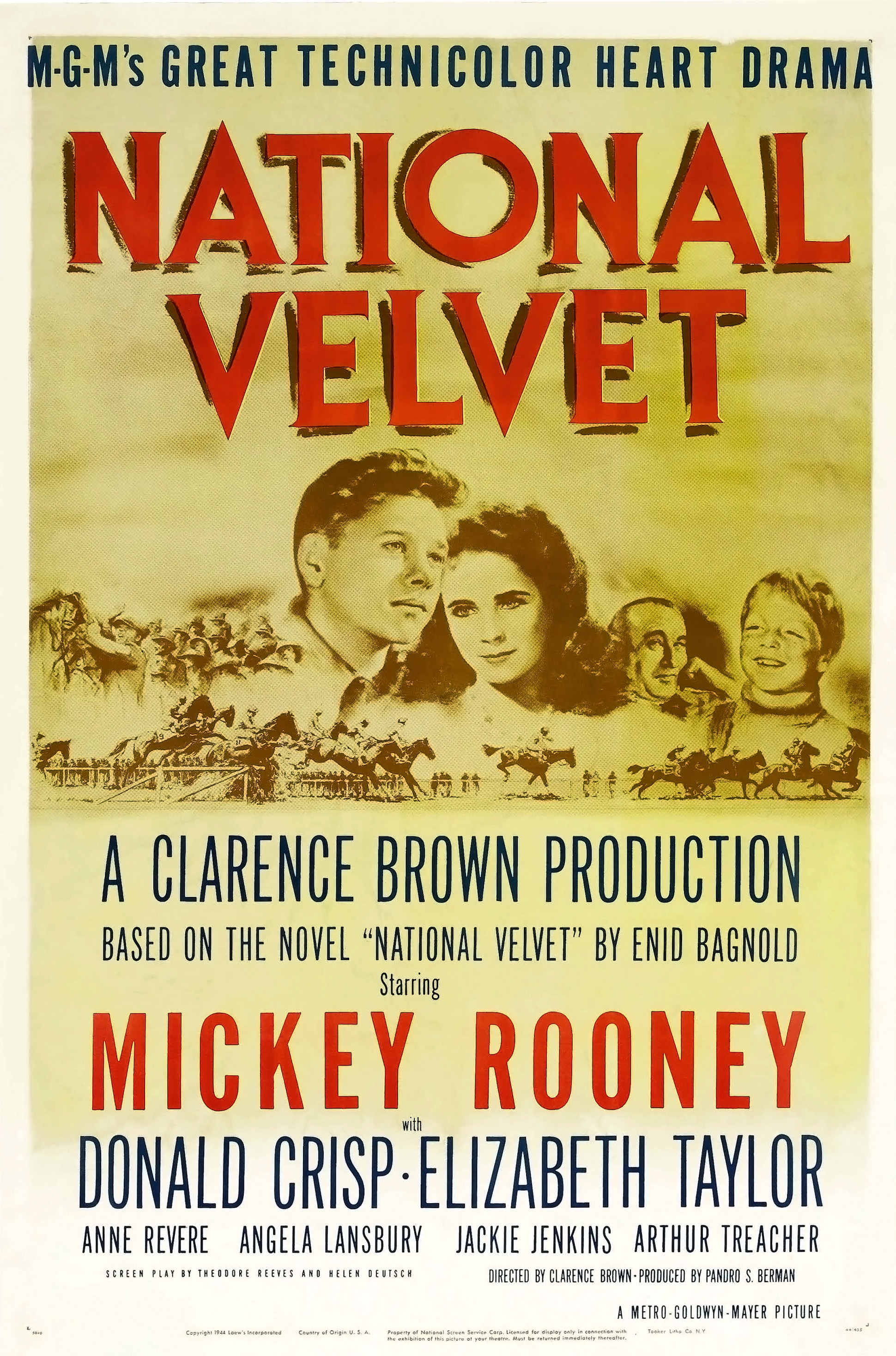
Affiche du film Le Grand National (National Velvet).

Le sport hippique, considéré comme un sport national britannique, est tout particulièrement représenté par le cinéma, au point d'avoir donné naissance à un genre cinématographique centré sur ces compétitions, qui constitue selon Stephen Glynn « une métonymie idéologique pour les préoccupations de la société britannique au sens large ». Le film américain My Fair Lady, inspiré d'une pièce britannique, contient ainsi une scène de la haute société anglaise au meeting royal d'Ascot. Parmi les premiers films britanniques, Kissing Cup alias The Git, sorti en 1913, a pour sujet un poulain Pur-sang nommé The Gift. L'un des exemples les plus importants de ce genre de films est cependant Le Grand National, doublement oscarisé en 1945, qui raconte l'histoire de Viviane Brown, une fillette de 14 ans qui devient propriétaire d'un Pur-sang lors d'une tombola et décide, avec l'aide d'un ami, de participer à la plus célèbre course d'obstacles du monde, le Grand National de Liverpool.
Considéré comme l'un des plus grands chevaux de course américains, Secretariat est à l'origine de trois films, dont celui des studios Disney sorti en 2010. Le film Pur Sang, la légende de Seabiscuit (2003), basé sur le livre best-seller de Laura Hillenbrand, s'inspire de la véritable histoire de Seabiscuit, célèbre cheval américain de courses de galop pendant la Grande Dépression des années 1930 et 1940. Phar Lap retrace la vie de cet étalon Pur-sang, qui a également fait l'objet d'une exposition muséale. Dreamer est aussi un film inspiré d'une histoire vraie, celle d'un cheval de course qui, à la suite d'une blessure, ne peut plus courir, mais qui, avec toute l'affection et les soins de ses propriétaires, parvient à revenir sur un hippodrome. Le film L'étalon noir de Francis Ford Coppola est une adaptation du roman homonyme de Walter Farley, qui se déroule en partie dans le milieu des courses.

### Télévision
Le Pur-sang fait des apparitions régulières à la télévision. Au Royaume-Uni, les courses hippiques de Pur-sang restent le sport le plus regardé à la télévision britannique terrestre au début du XXIe siècle, avec le nombre colossal de 10 millions de téléspectateurs du Grand National en l'an 2000. En France, la chaîne France Courses, première chaîne télévisée à thématique hippique, a été lancée en 1997 avant de devenir Equidia ; cette chaîne diffuse des courses hippiques, dont celles de Pur-sang.